# Modernistyczne osiedle na Niebuszewie-Bolinku
Modernistyczne osiedle na Niebuszewie-Bolinku – osiedle mieszkaniowe o powierzchni ok. 10 ha, wybudowane w latach 1926–1936 na obszarze dzisiejszego osiedla administracyjnego Niebuszewo-Bolinko w Szczecinie.

## Historia
W 1911 r. szczeciński magistrat nabył drogą kupna grunty położone w granicach dzisiejszych ulic: Niemcewicza, Krasińskiego, Orzeszkowej i Kołłątaja. W 1917 r. założono przedsiębiorstwo Stettiner Gemeinnützige Baugesellschaft, któremu powierzono zadanie wzniesienia na zakupionych terenach osiedla spółdzielczego dla średniozamożnych rodzin. W 1921 r. do prac nad projektowaniem układu urbanistycznego i bloków mieszkalnych przystąpili szczecińscy przedstawiciele modernizmu – architekci Adolf Thesmacher i Gustav Gauss. Zaprojektowali oni kwartały z podwórzami wypełnionymi zielenią. Pierwsze kwartały wzniesiono w latach 1926–1927 wraz z dworcem kolejowym Szczecin Niebuszewo. Kolejnych dziewięć (I–IX) kwartałów zbudowano w latach 1928–1930, a ostatni (X) w latach 1935–1936.
W czasie II wojny światowej częściowemu zniszczeniu uległy bloki przy dzisiejszych ul. Boguchwały 15-16, przy ul. Asnyka 9 i Kołłątaja 10 oraz przy ul. Kadłubka 21-23. Bloki przy ul. Asnyka 9 i Kołłątaja 10 odbudowano w uproszczonej formie: usunięto balkony, zamurowano wnęki balkonowe i wstawiono w nich okna.

## Podział na kwartały
W klasyfikacji Archiwum MKZ Szczecin uwzględniono 10 kwartałów oznaczonych cyframi rzymskimi z zakresu I-X. Z nieznanych powodów nie uwzględniono najstarszych kwartałów, w tym kwartału przy dworcu Szczecin Niebuszewo zbudowanego w latach 1926–1927.
Kwartały przy dworcu Niebuszewo
3- i 4-kondygnacyjne bloki ze stromymi dachami, opaskami wokół otworów okiennych i gzymsami dzielącymi elewacje. Wskutek termomodernizacji fasad niektóre bloki utraciły oryginalny detal architektoniczny na rzecz styropianowych imitacji lub wręcz symbolicznego zaznaczenia miejsca po nim innym kolorem farby. Bloki przy ul. Orzeszkowej i Kołłątaja wyróżniają się parterami obłożonymi w całości klinkierem i łukowatymi otworami okiennymi.

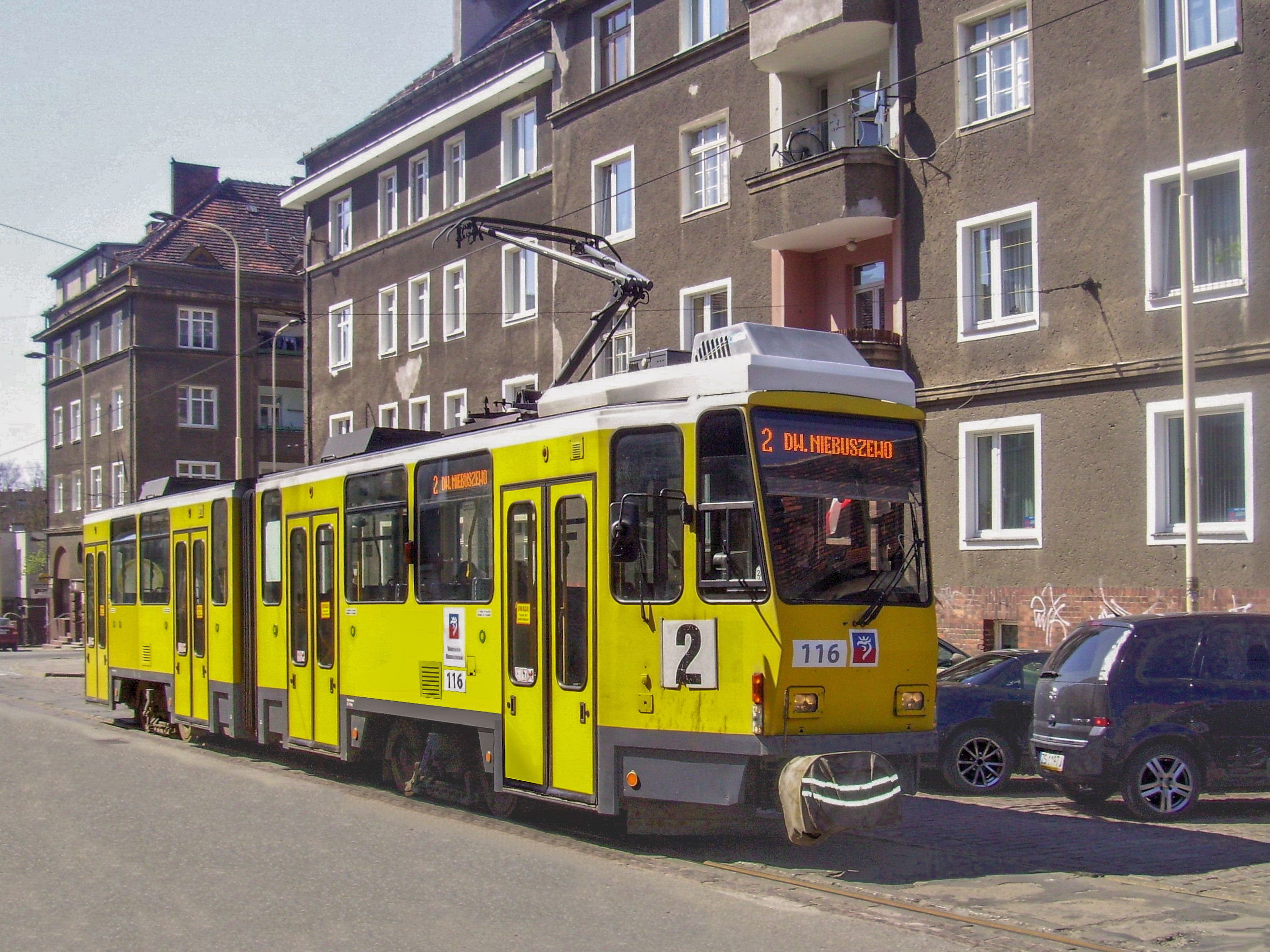
Fragment przydworcowych kwartałów przed modernizacją, 2010 r.
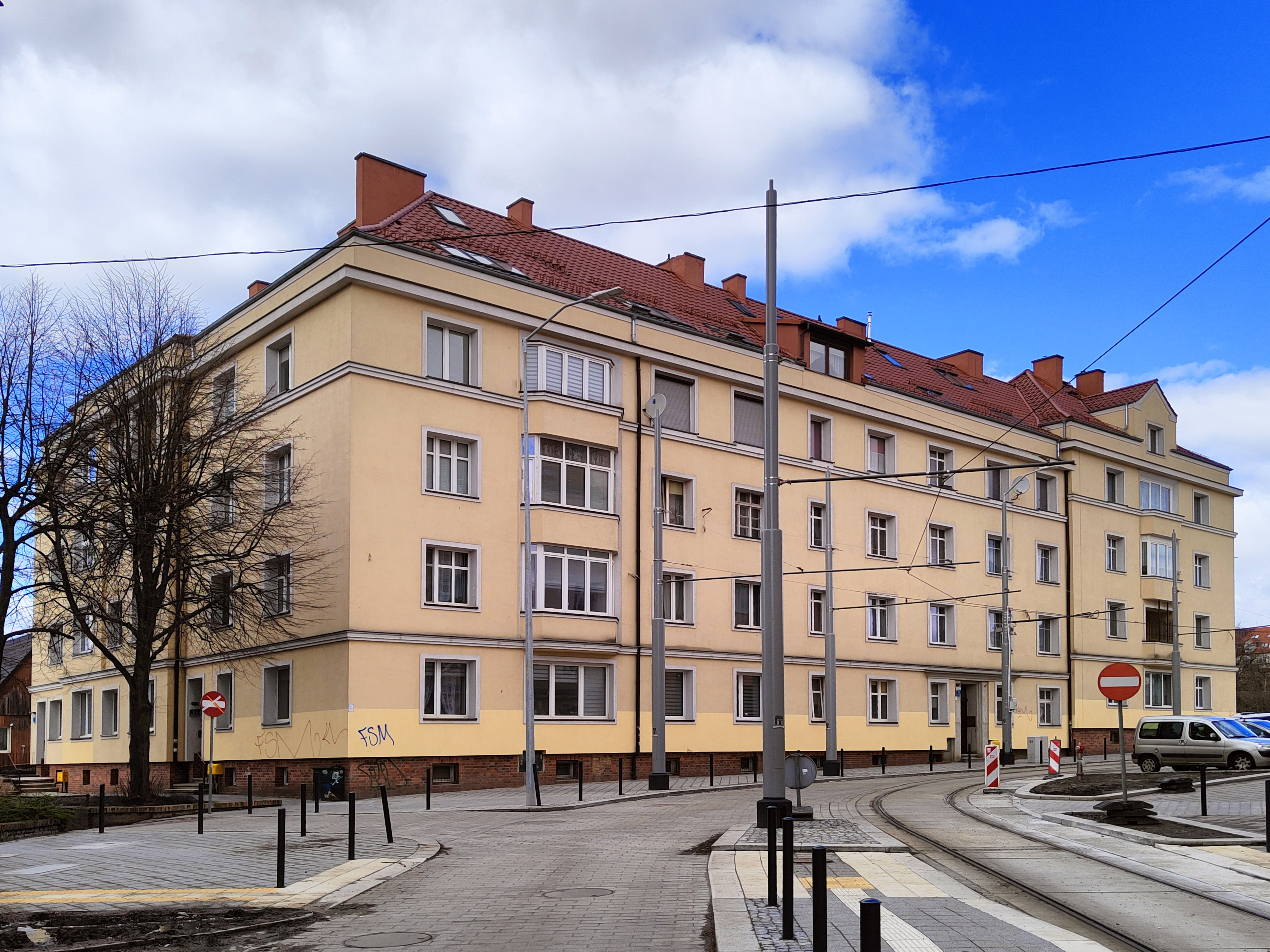
Boguchwały 10-12/Orzeszkowej 20
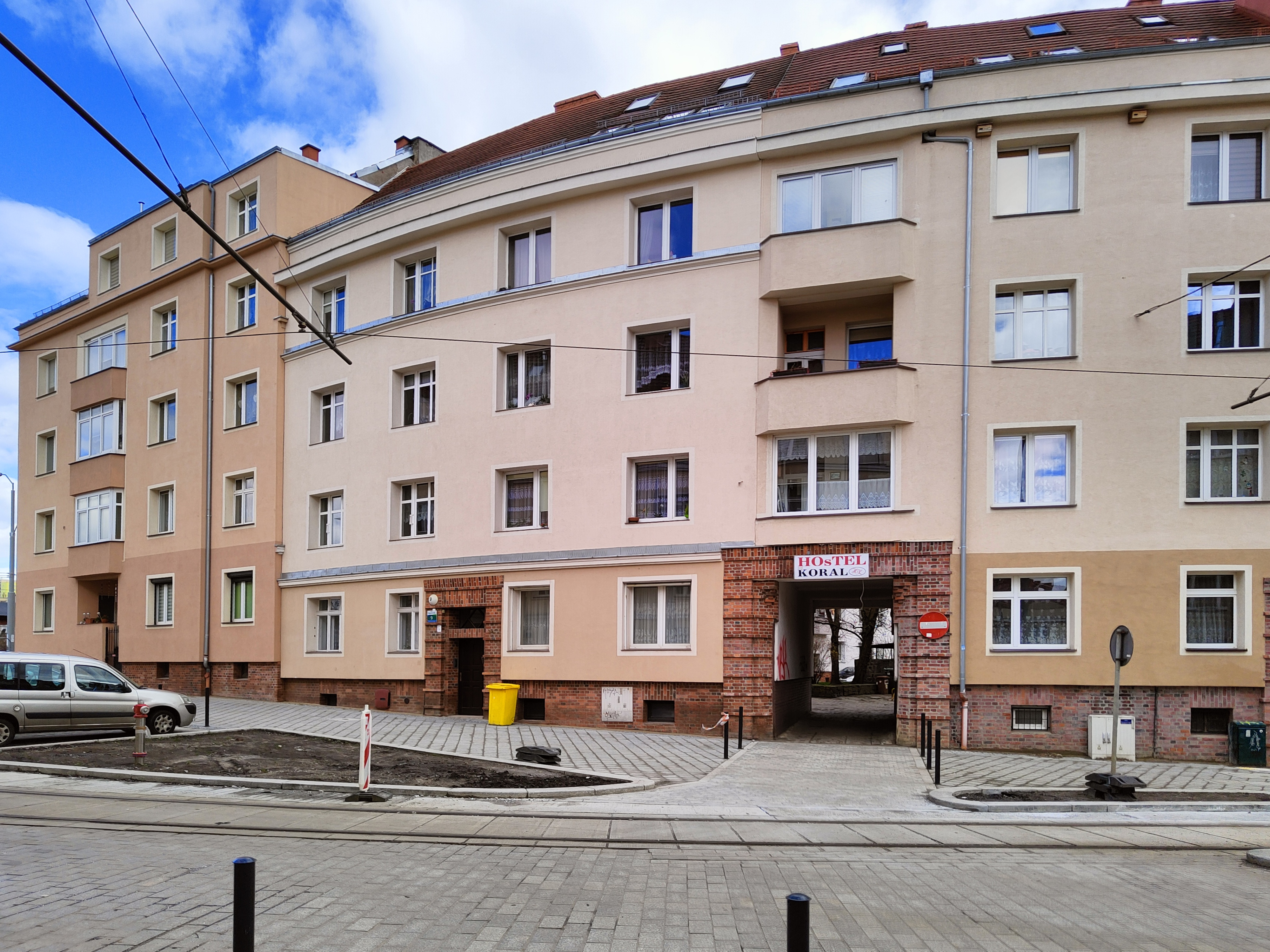
Boguchwały 9
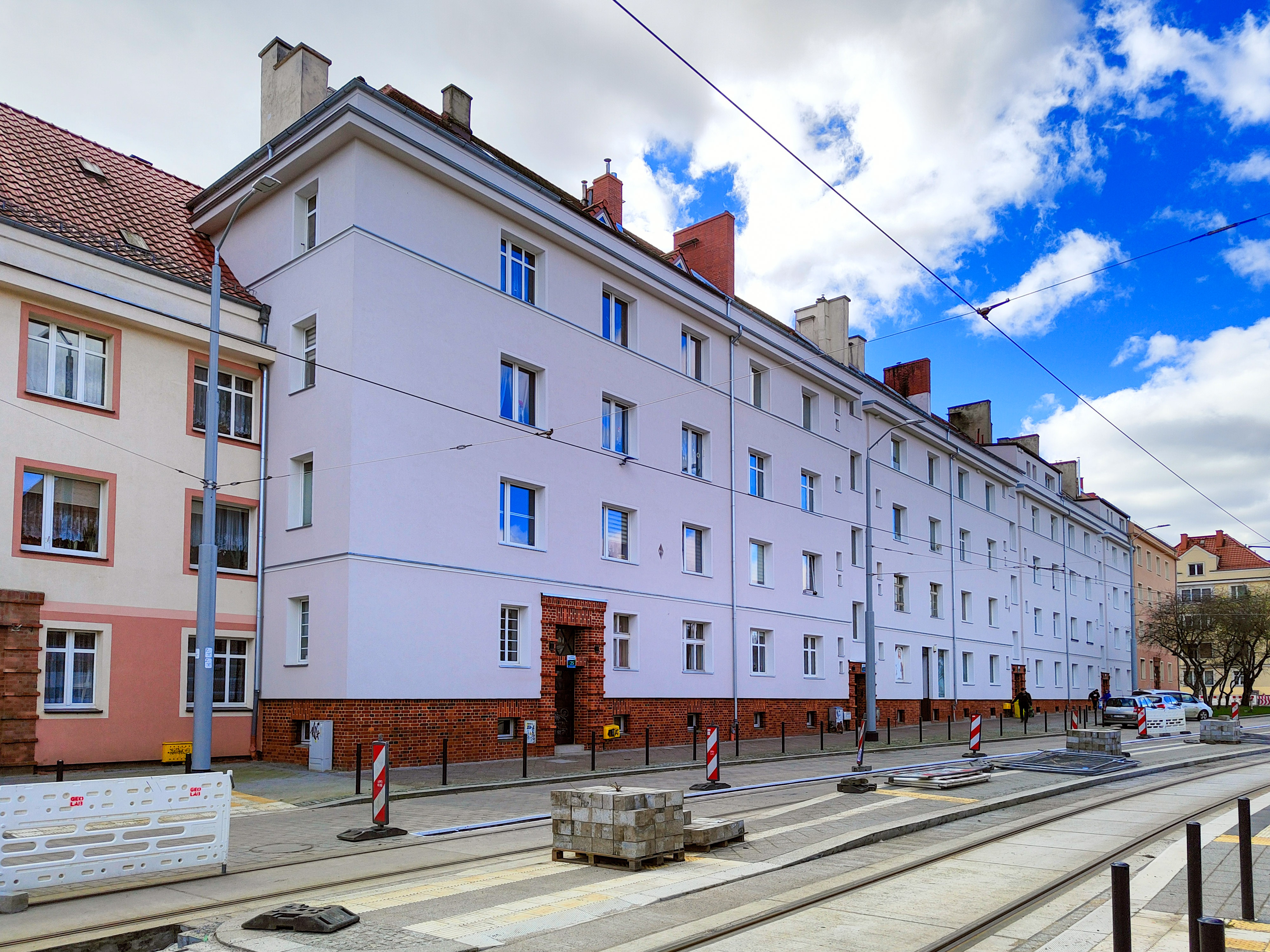
Orzeszkowej 22-25
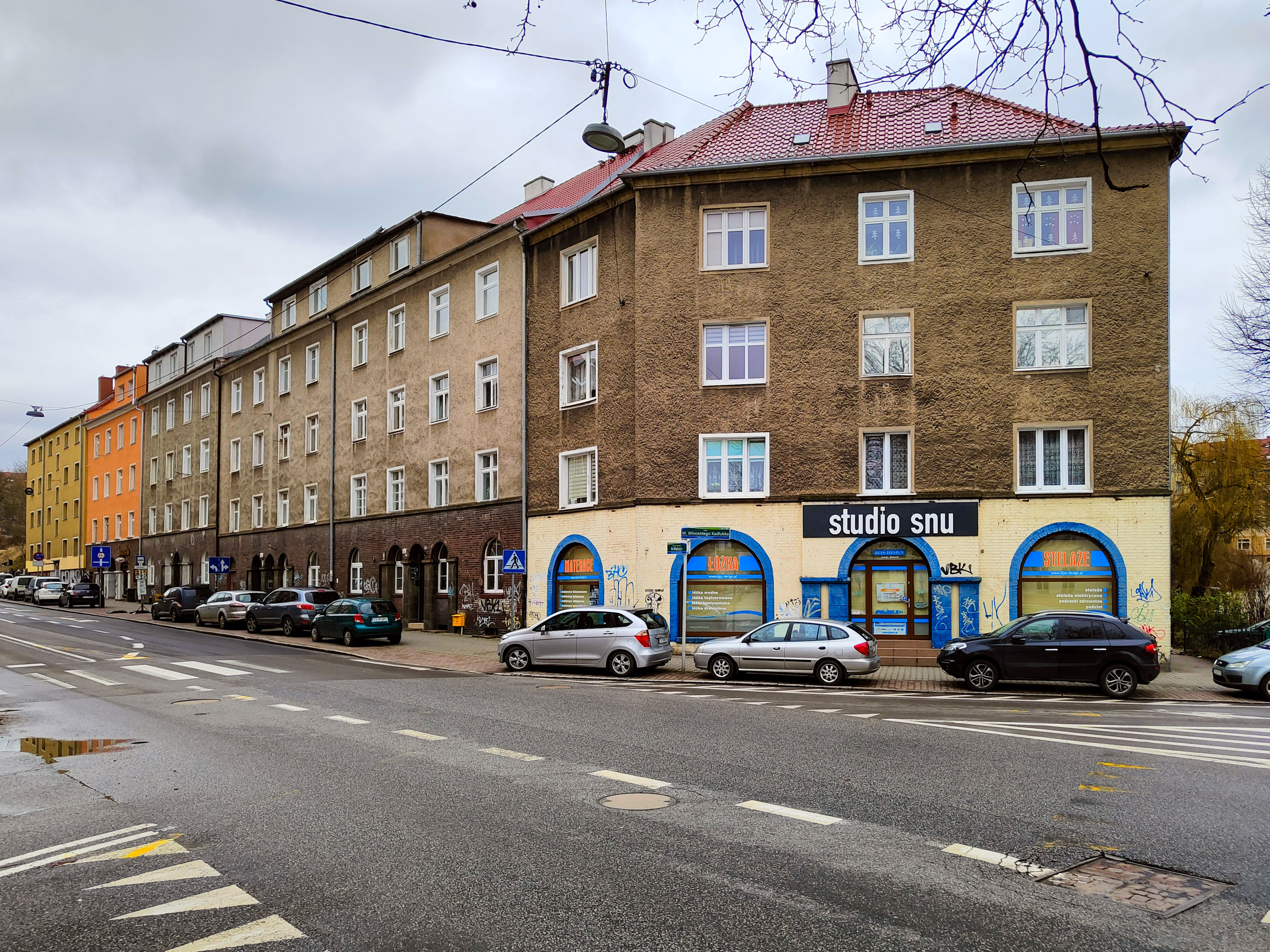
Kołłątaja 10-14a

Kwartał I
Granice: ul. Niemcewicza, Naruszewicza i Długosza. Wzdłuż ulicy Długosza zbudowano blok o fasadzie równoległej do ulicy. Wzdłuż ulicy Naruszewicza fasadę bloku przełamano charakterystyczną trójkątną wnęką z ogródkiem. Od strony ulicy Niemcewicza blok odsunięto od ulicy, tworząc przed nim rozległy ogródek. Narożnik Niemcewicza i Długosza tworzą starsze kamienice. Bloki 5-piętrowe, ostatnia kondygnacja ukryta w spadzistym dachu krytym dachówką ceramiczną. Największy z bloków, na narożniku Długosza i Naruszewicza, z przestrzeniami międzyokiennymi wykończonymi ryflowanym tynkiem i fasadą zróżnicowaną ryzalitami z wąskimi oknami klatki schodowej. Po remoncie elewacji otrzymał barwy jasnożółto-szare.

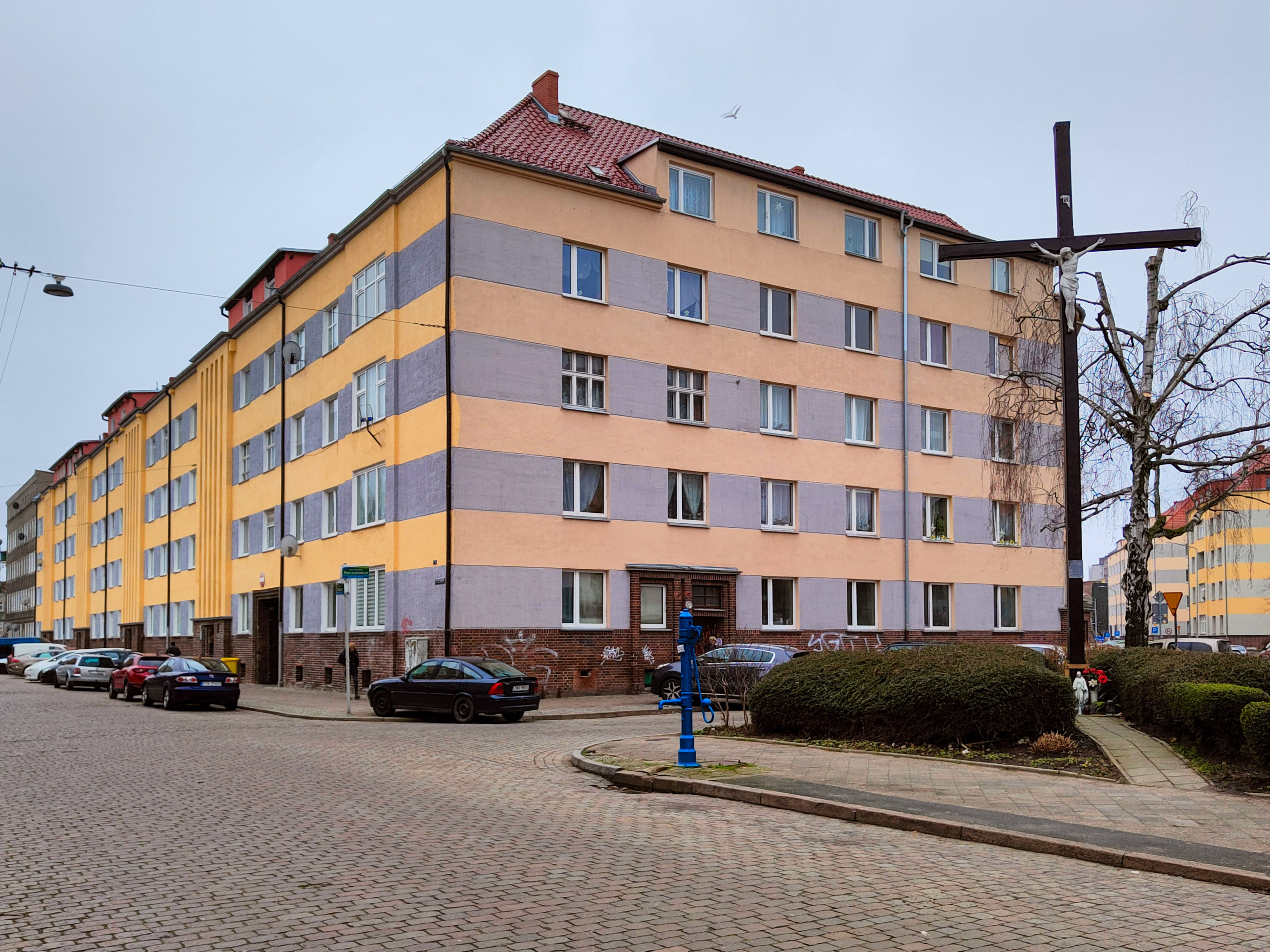
Blok główny, po lewej Długosza 14-17, po prawej Naruszewicza 7-8
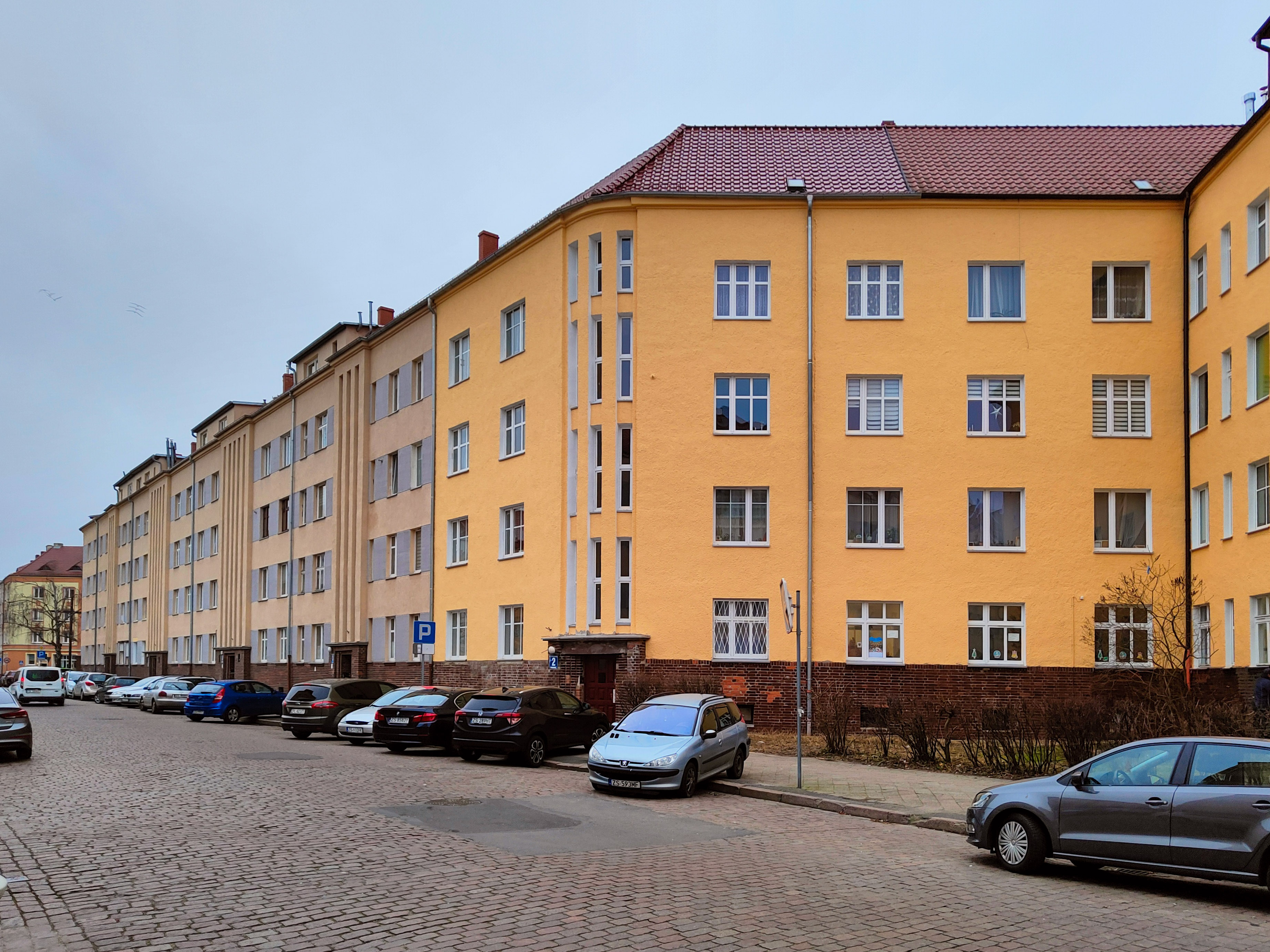
Blok Naruszewicza 2, dalej Naruszewicza 3-6
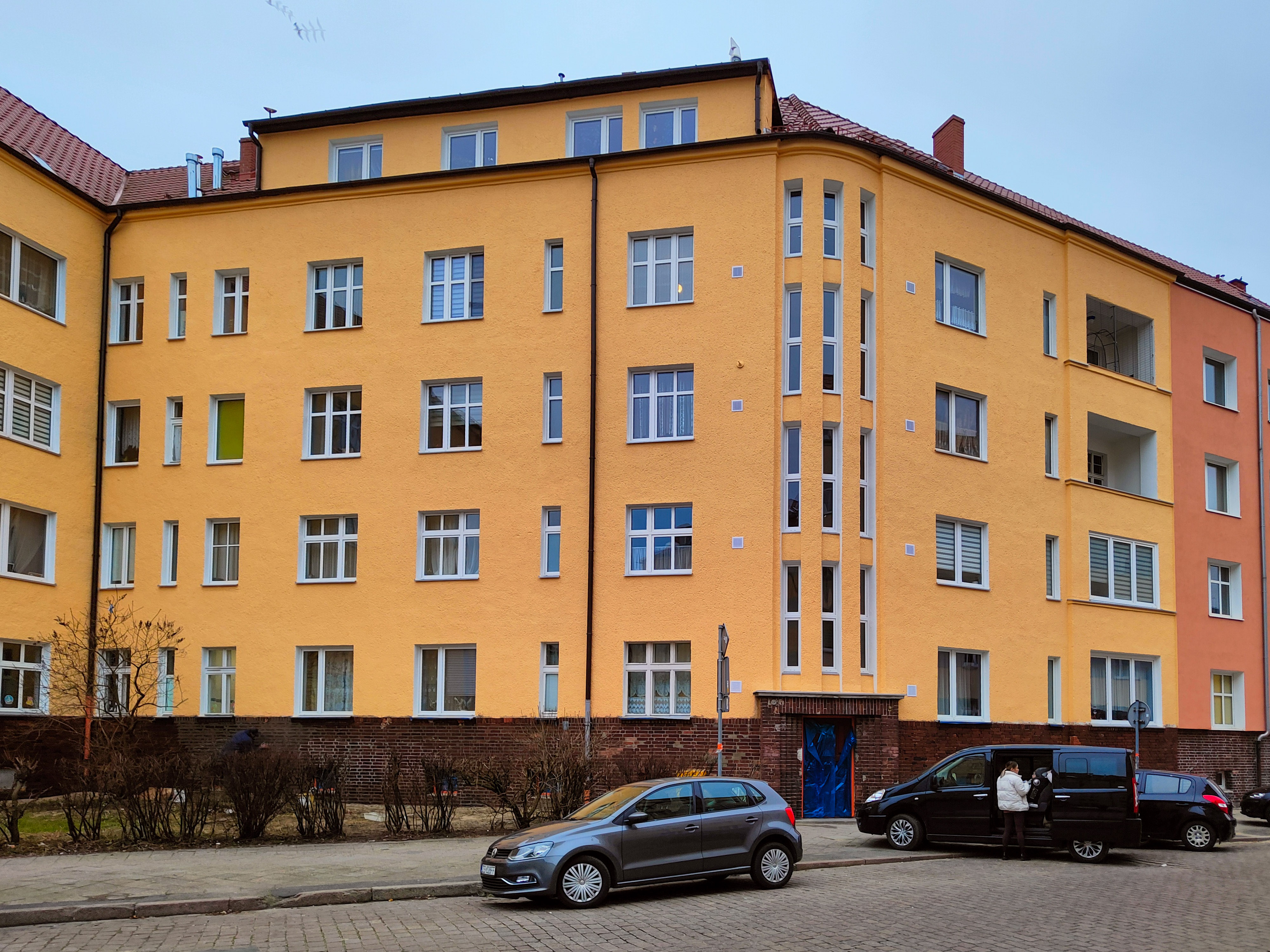
Blok Naruszewicza 1
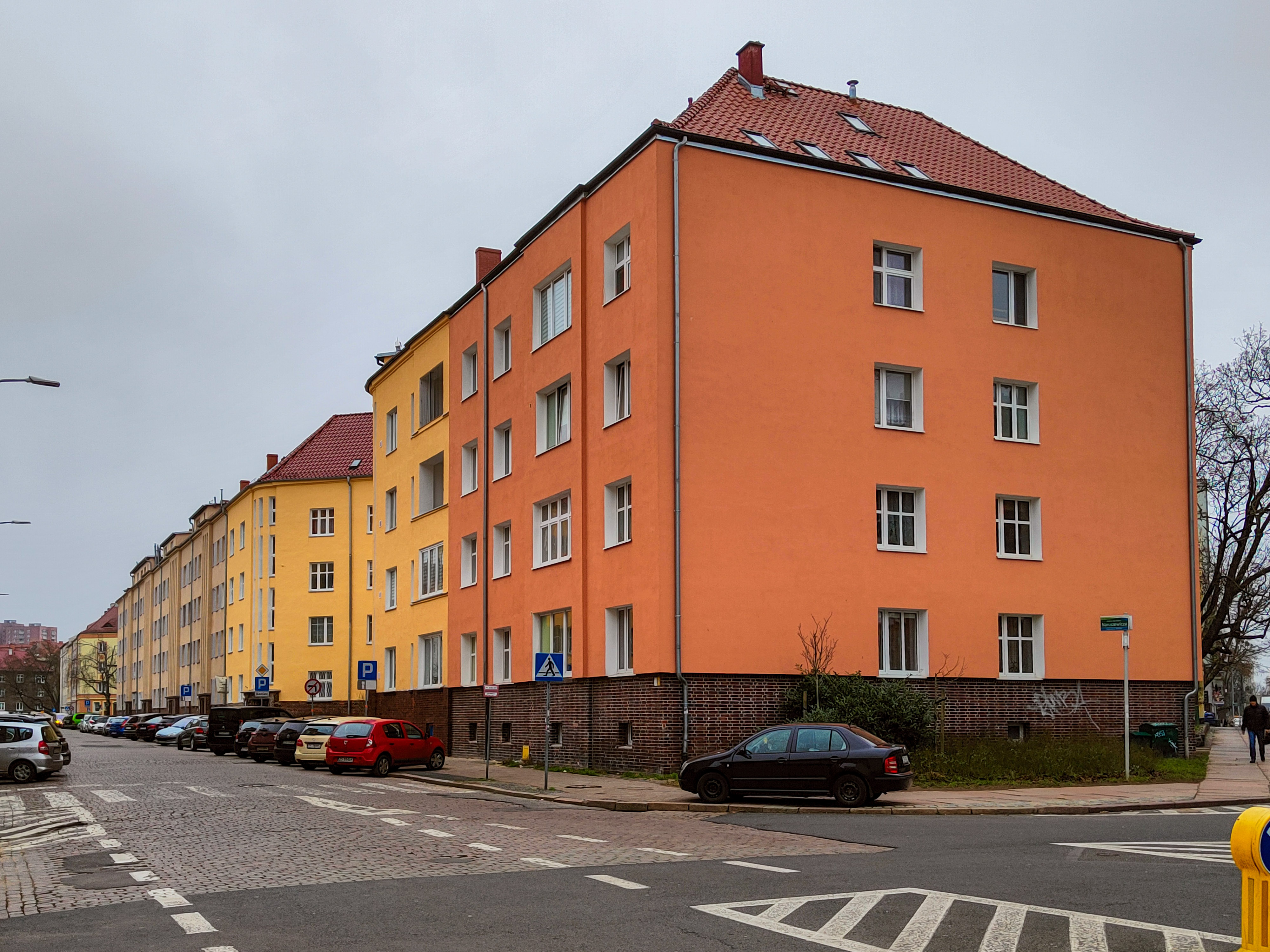
Widok ogólny, na pierwszym planie blok Niemcewicza 40

Kwartał II
Granice: ul. Naruszewicza, Krasińskiego, Karpińskiego i Heleny. Kwartał zabudowany dwuczęściowym blokiem. Część południowa, zbudowana na planie litery U, przylega do ulic Naruszewicza, Krasińskiego i Heleny. Część północna, zbudowana na planie litery T, znajduje się między ulicami Krasińskiego, Karpińskiego i Heleny. Od strony ulic Krasińskiego i Heleny do bloku przylegają ogródki. Modernistyczne bloki zbudowano w tym kwartale jako uzupełnienie pierzei kamienic przy narożniku Krasińskiego i Niemcewicza. Bloki 5-piętrowe, ostatnia kondygnacja ukryta w spadzistym dachu krytym dachówką ceramiczną. Przestrzenie międzyokienne wykończone ryflowanym tynkiem i fasadą zróżnicowaną ryzalitami z wąskimi oknami klatki schodowej. Po remoncie elewacji otrzymały barwy jasnożółto-szare.

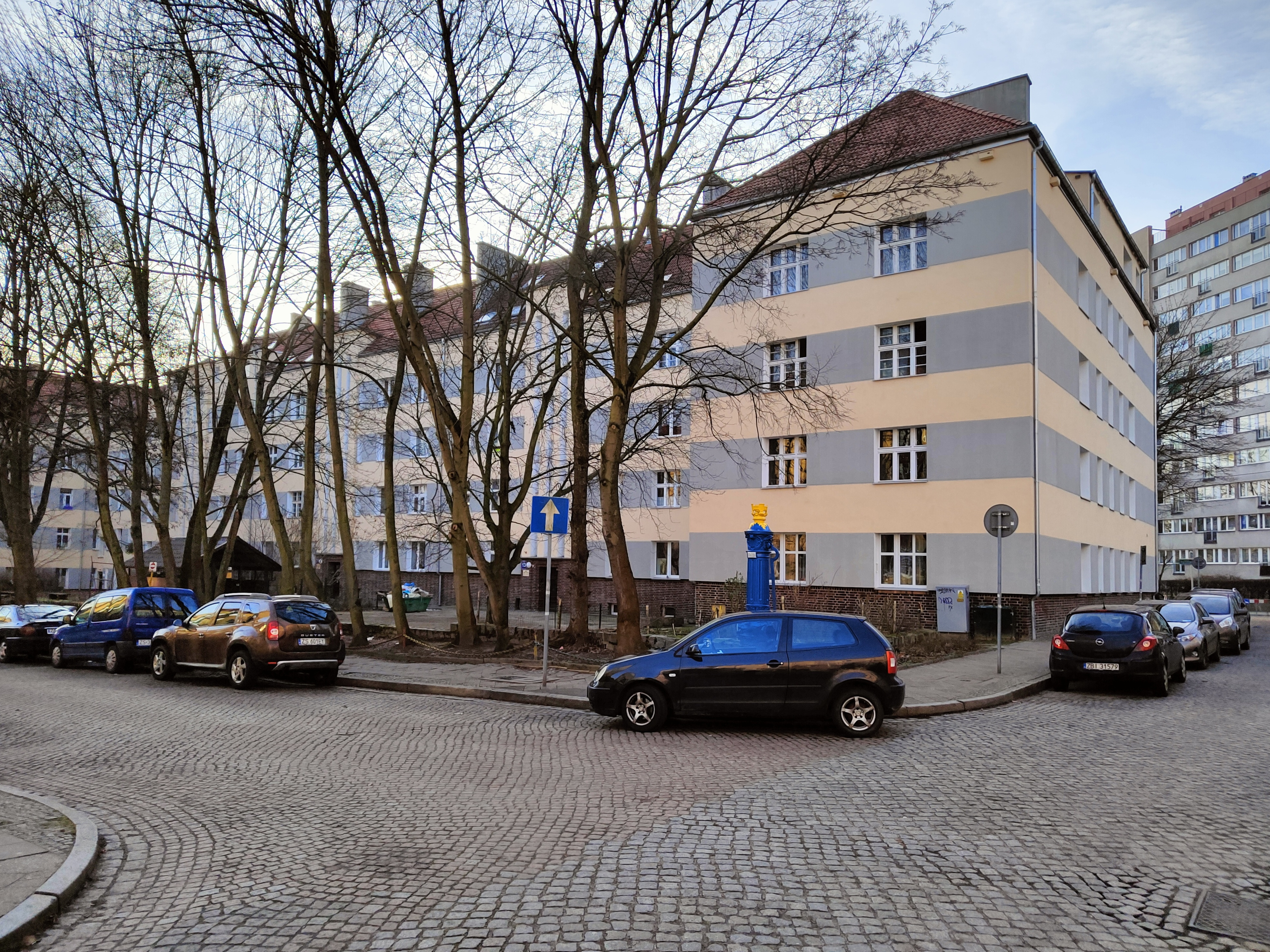
Heleny 12-16
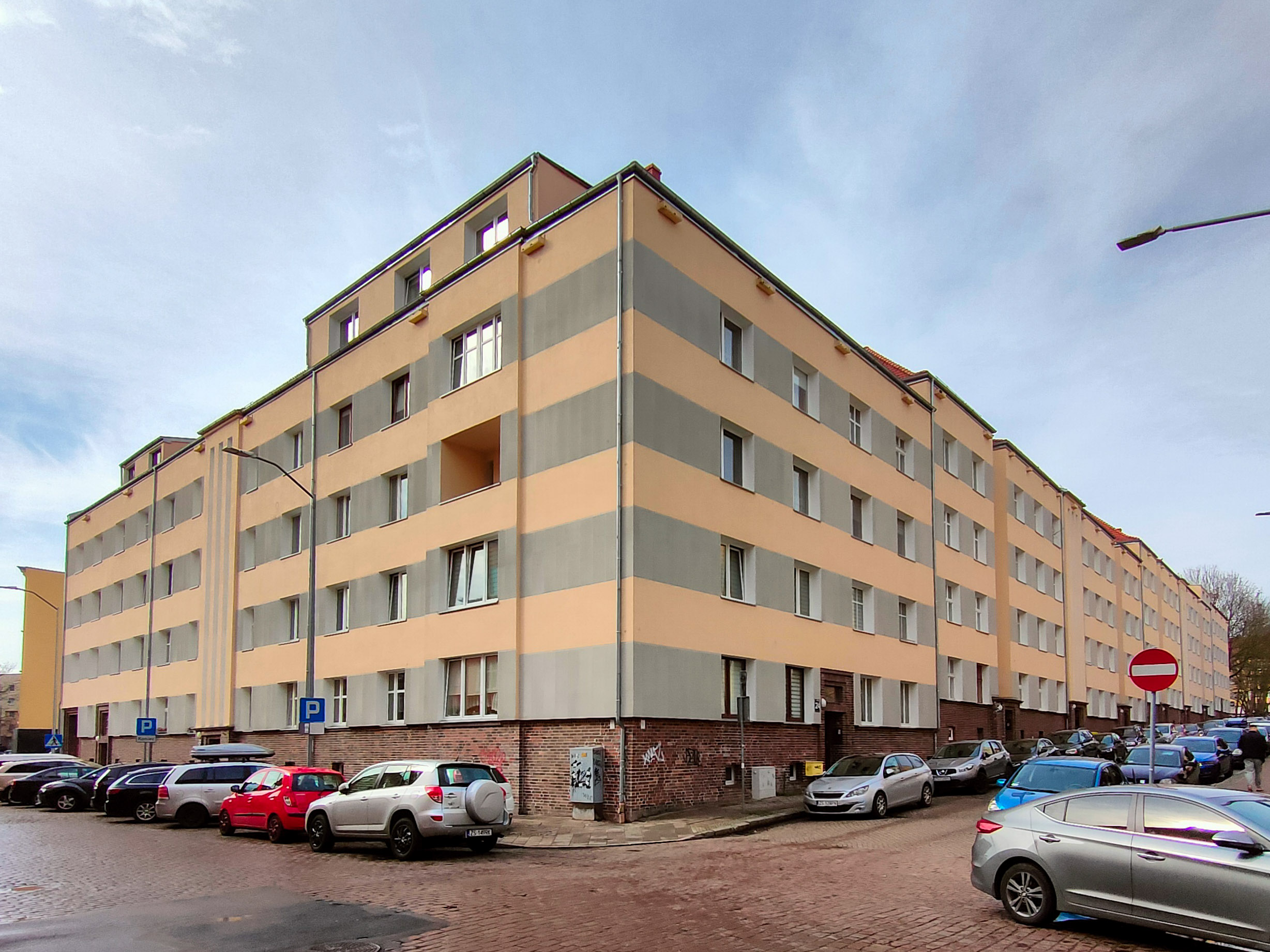
Heleny 17-24 / Naruszewicza 17-18

Kwartały III i IV
Granice: ul. Naruszewicza, Heleny, podwórko między ulicami Heleny i Reja. Kwartał III to monolityczny blok przypisany do ul. Heleny 1-5. Kwartał IV to właściwie zespół 5 mniejszych bloków różniących się wystrojem elewacji. Blok przy ul. Reja 21 czteroosiowy z klinkierowym portalem. Blok przy ul. Reja 22 siedmioosiowy, ze środkowym ryzalitem udekorowanym klinkierowymi wzorami. Blok przy ul. Reja 23 8-osiowy, ze środkowym dwuosiowym ryzalitem obłożonym w całości klinkierem. Blok przy ul. Reja 24 nie odróżnia się od bloku nr 22. Podobnie blok nr 25 jest powtórzeniem (lustrzanym odbiciem) projektu bloku nr 22.

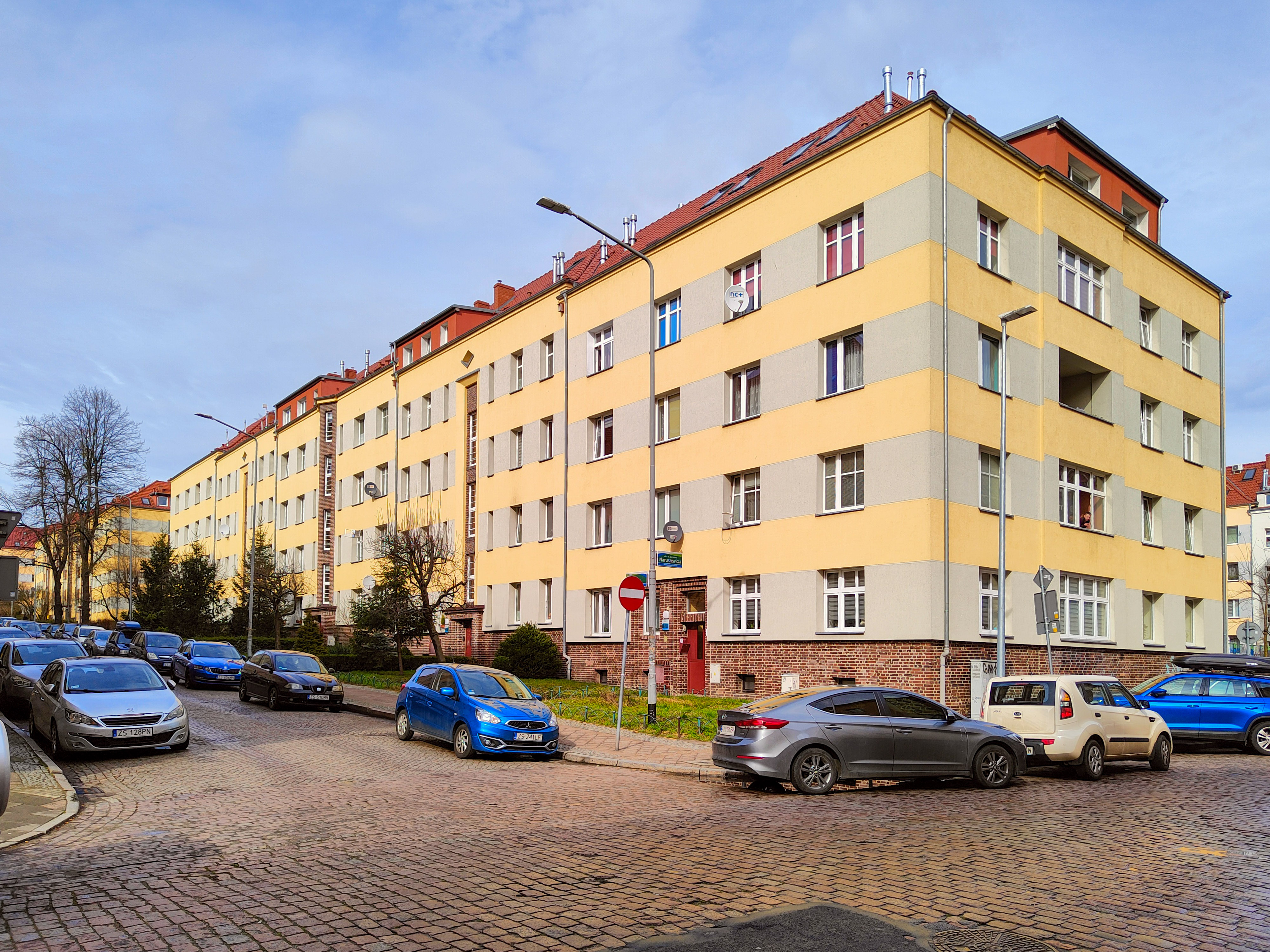
Kwartał III: Heleny 1-5
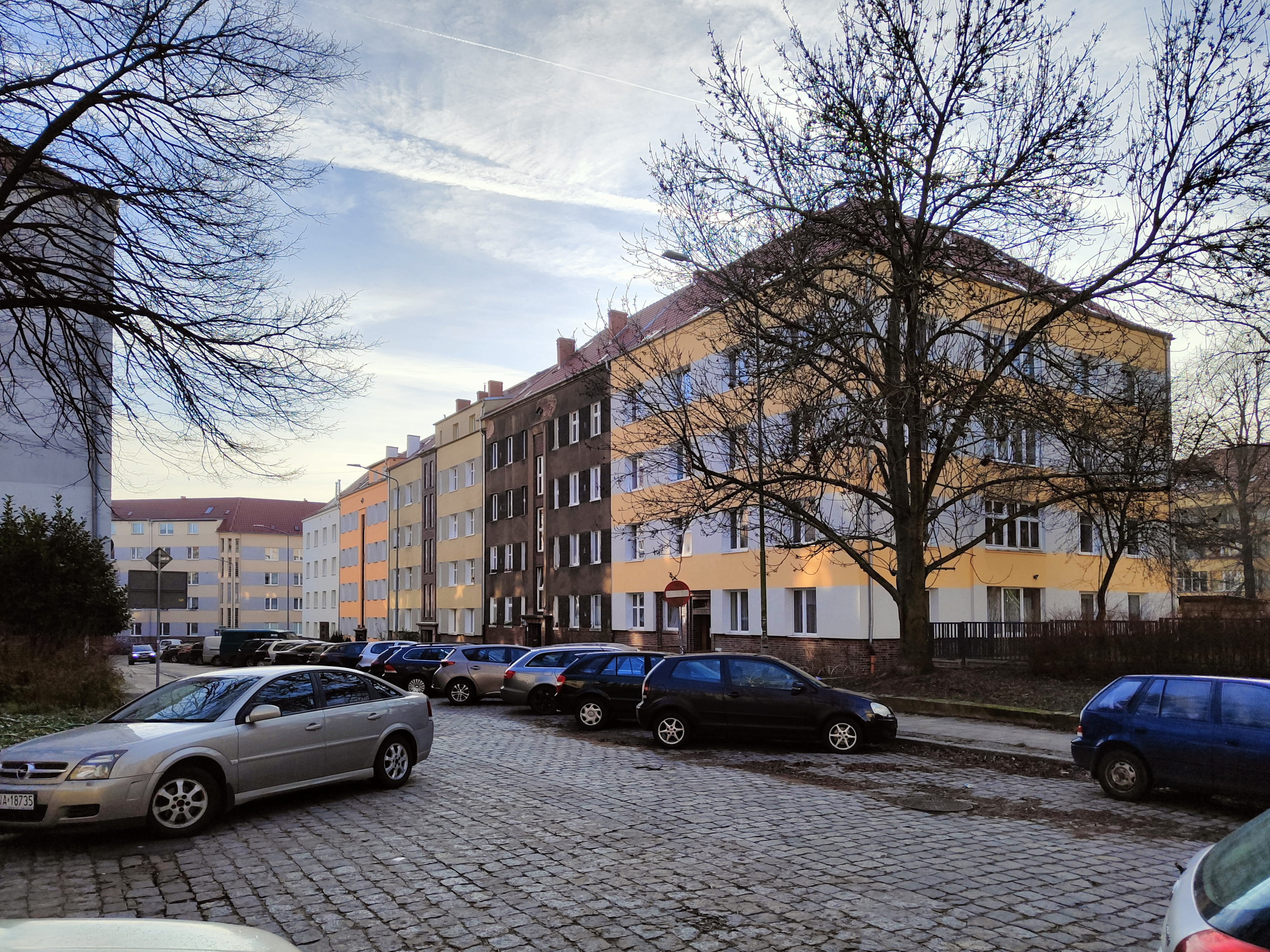
Kwartał IV: Reja 21-25
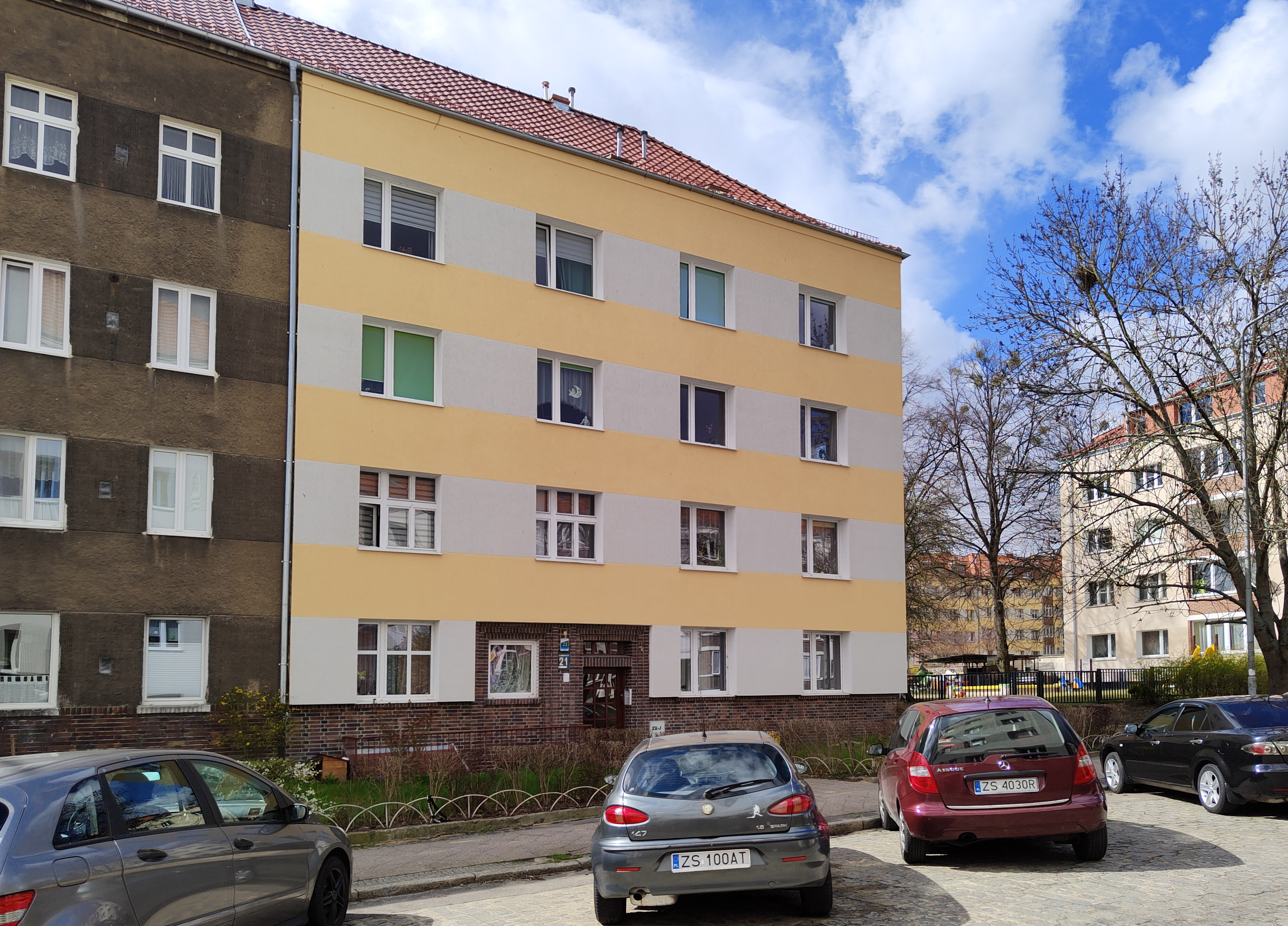
Reja 21
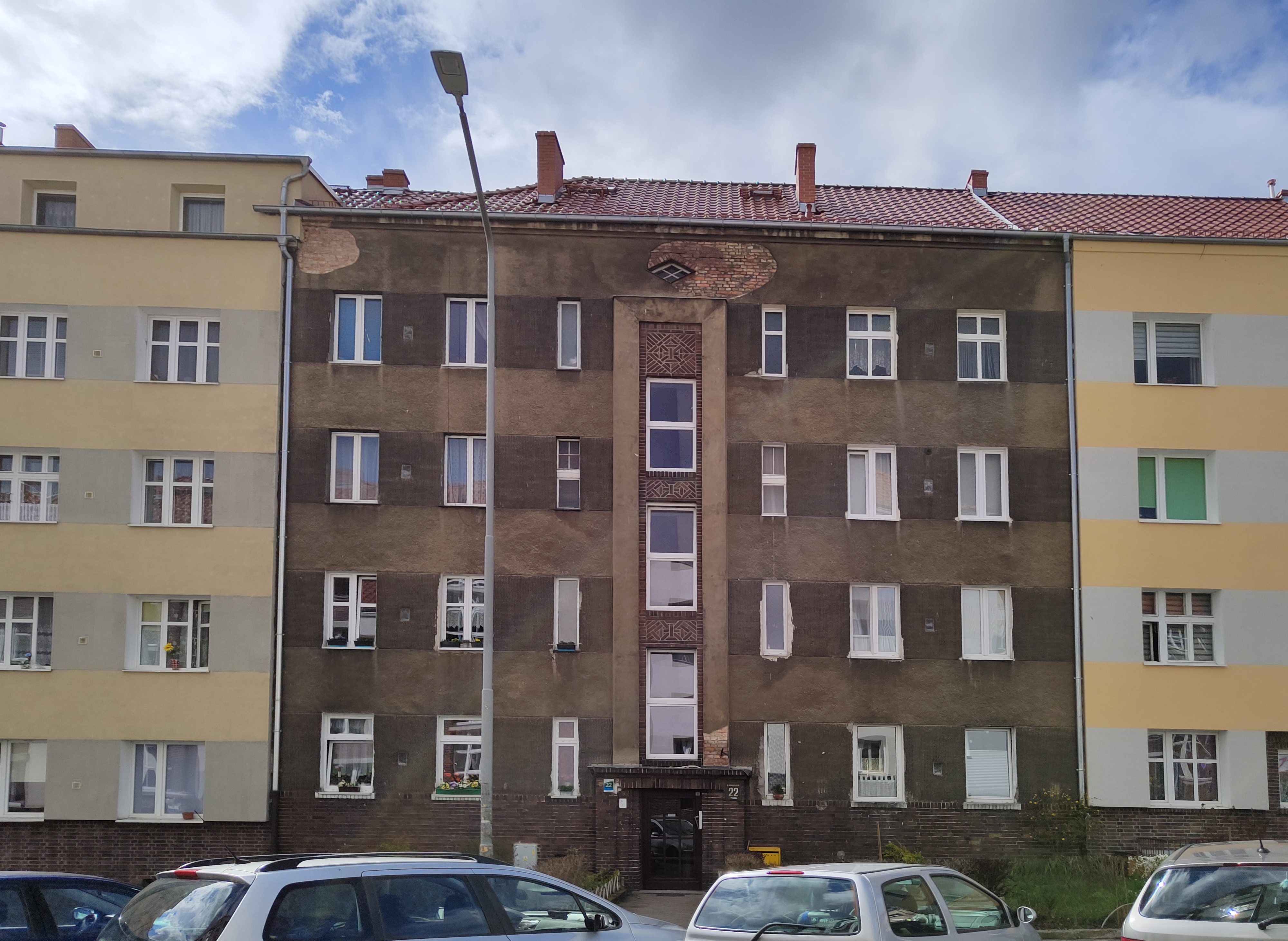
Reja 22
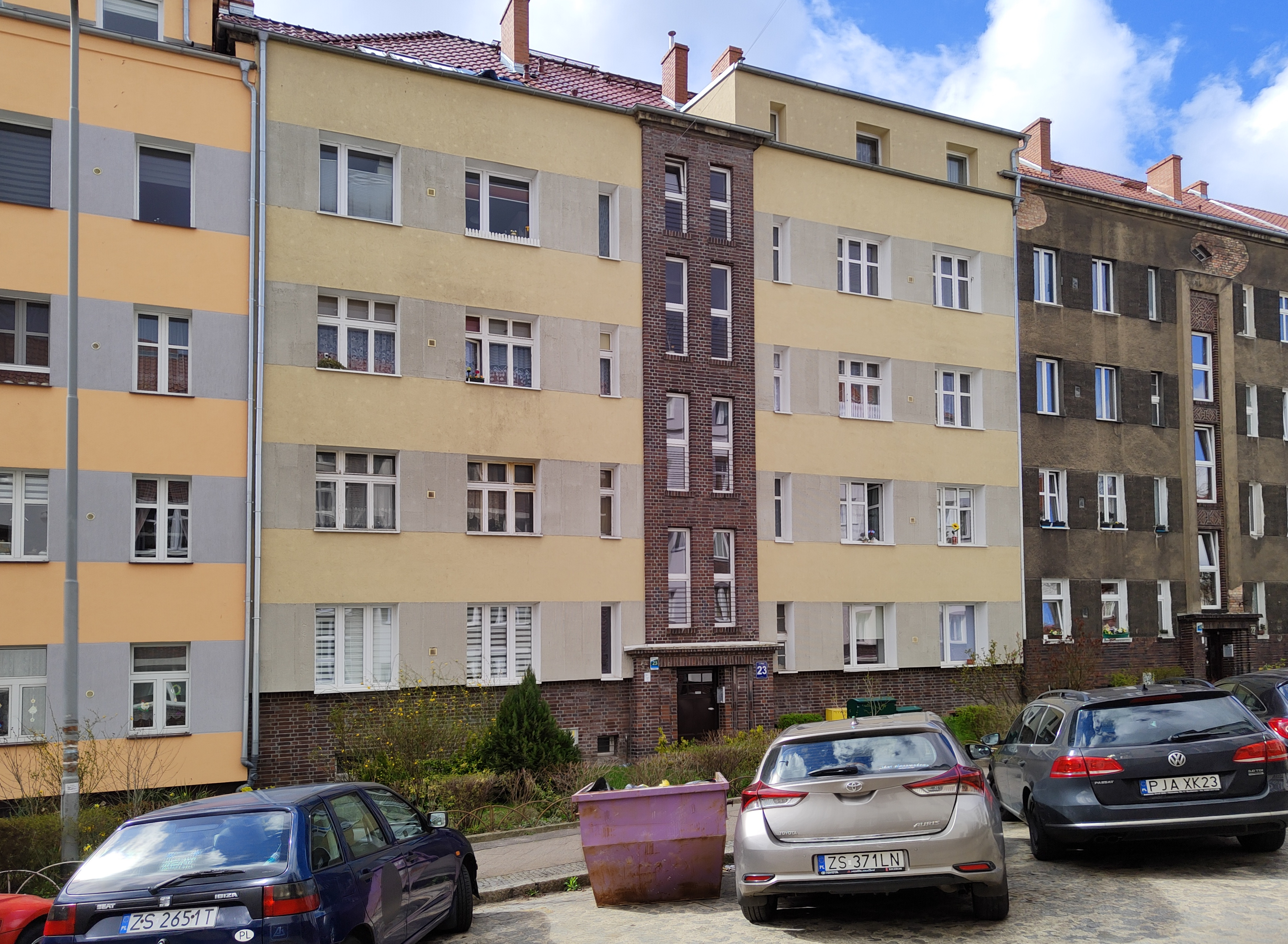
Reja 23
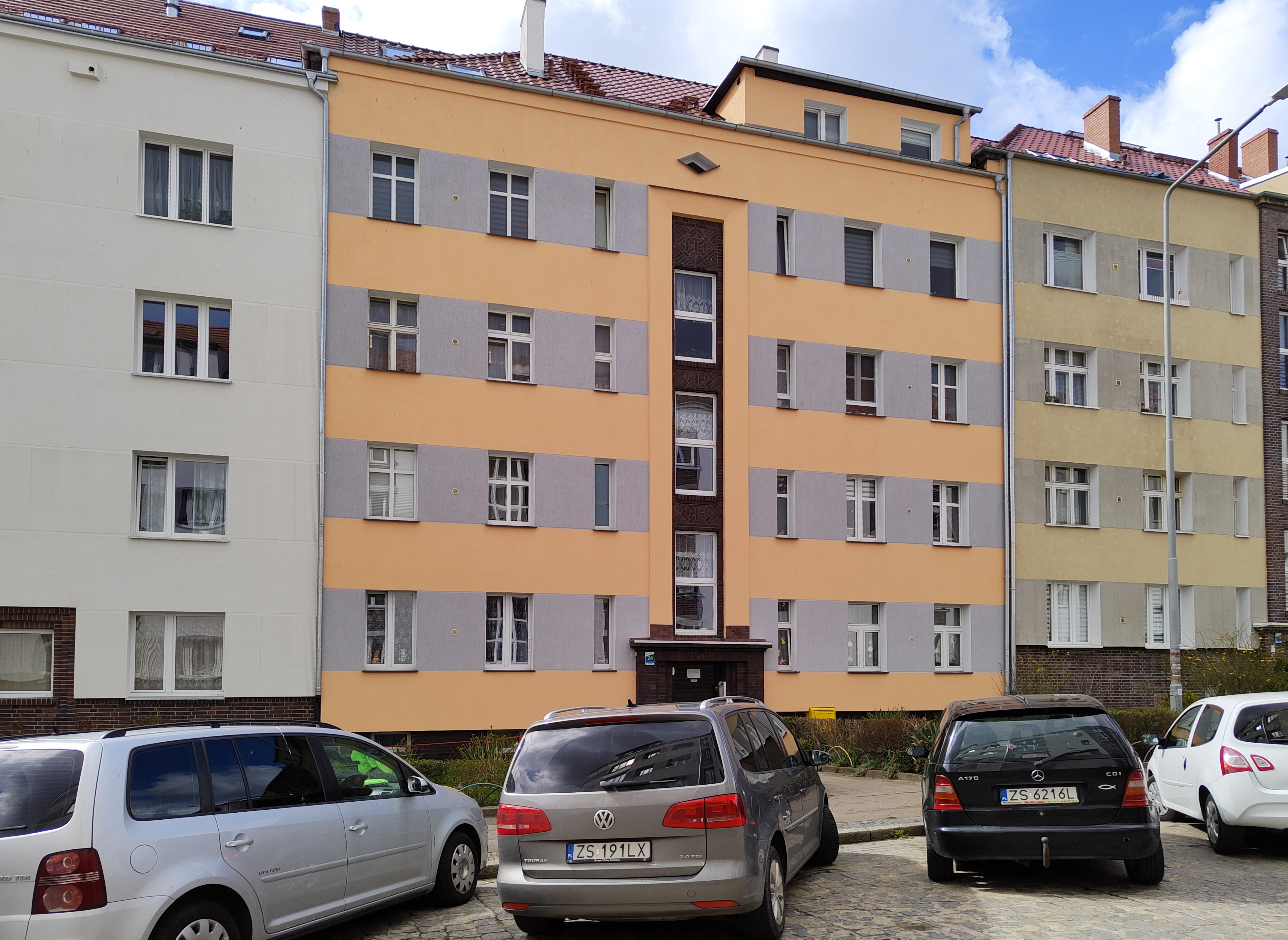
Reja 24

Kwartały V i VI
Granice: ul. Karpińskiego, Heleny, podwórko między ulicami Heleny i Reja. Kwartał V to monolityczny blok przypisany do ul. Heleny 6-11. Kwartał VI to właściwie zespół 5 mniejszych bloków różniących się wystrojem elewacji. Blok Reja 15 o dwóch czteroosiowych elewacjach. Bloki Reja 16, 17, 18 i 19 wyróżniają się 5-osiową elewacją, przy czym środkowa oś z oknami klatki schodowej umieszczona została w klinkierowym ryzalicie. W skrajnych osiach przestrzenie między oknami ozdobione cegłą klinkierową (w blokach nr 16 i 17 cegłę w czasie remontów zastąpiono płytkami klinkierowymi).

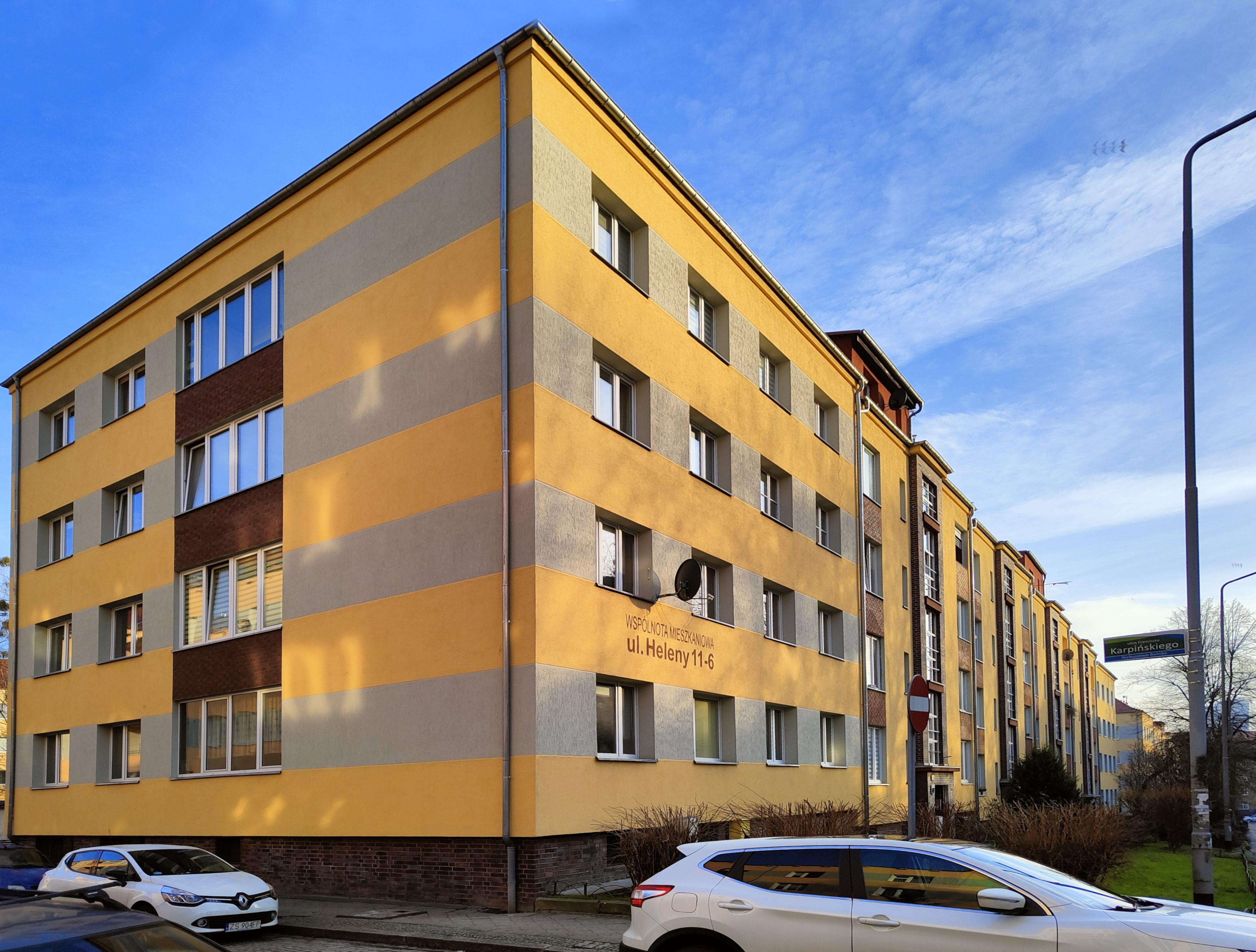
Kwartał V: Heleny 6-11
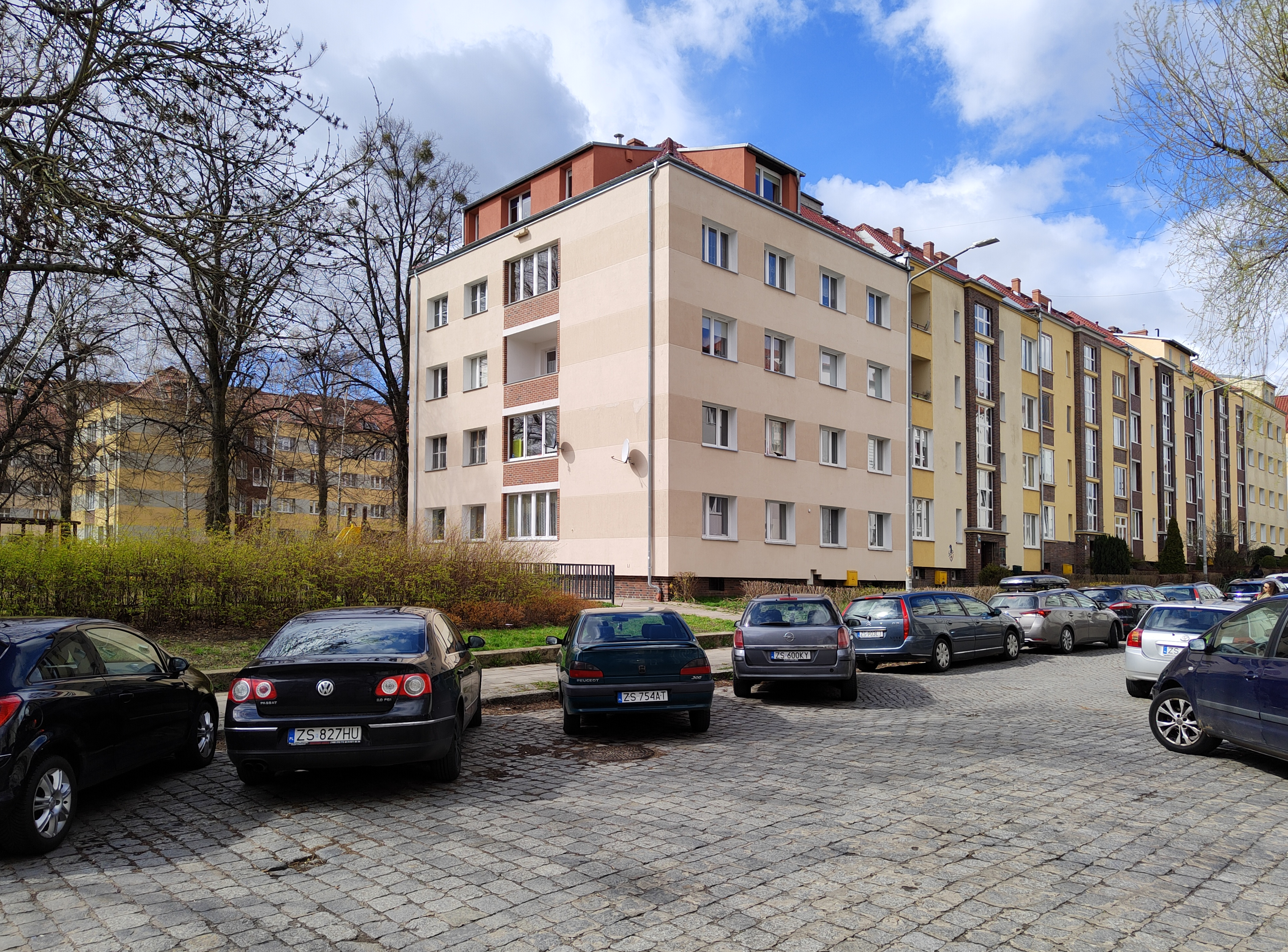
Kwartał VI: Reja 15-20

Kwartał VII
Granice: ul. Krasińskiego, Orzeszkowej i Karpińskiego. Od strony ulic Krasińskiego i Karpińskiego blok zabudowy zbudowany w przybliżeniu na planie litery V. Od strony ulicy Orzeszkowej krótki, wolnostojący, 2-klatkowy blok.

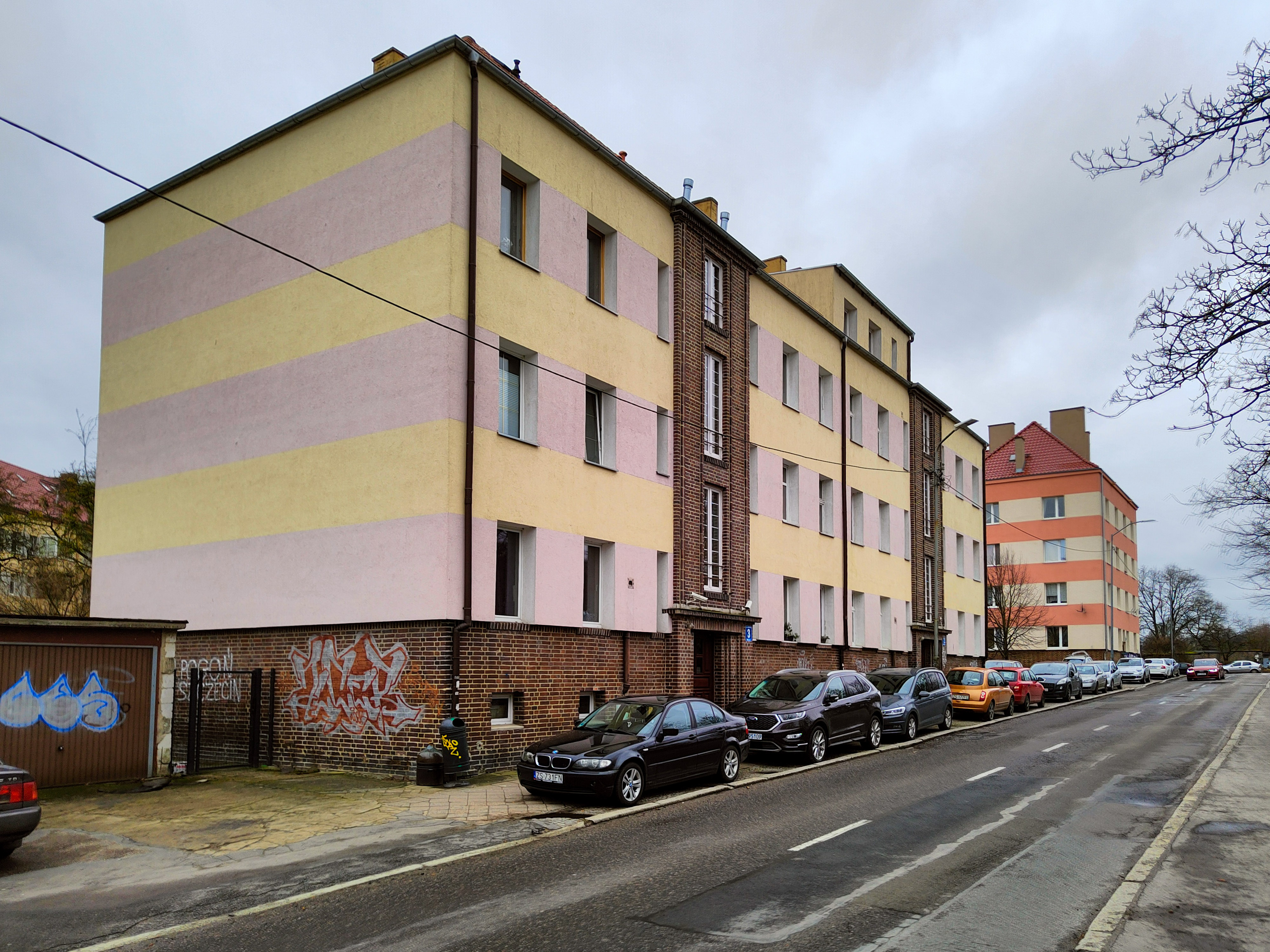
Orzeszkowej 2-3
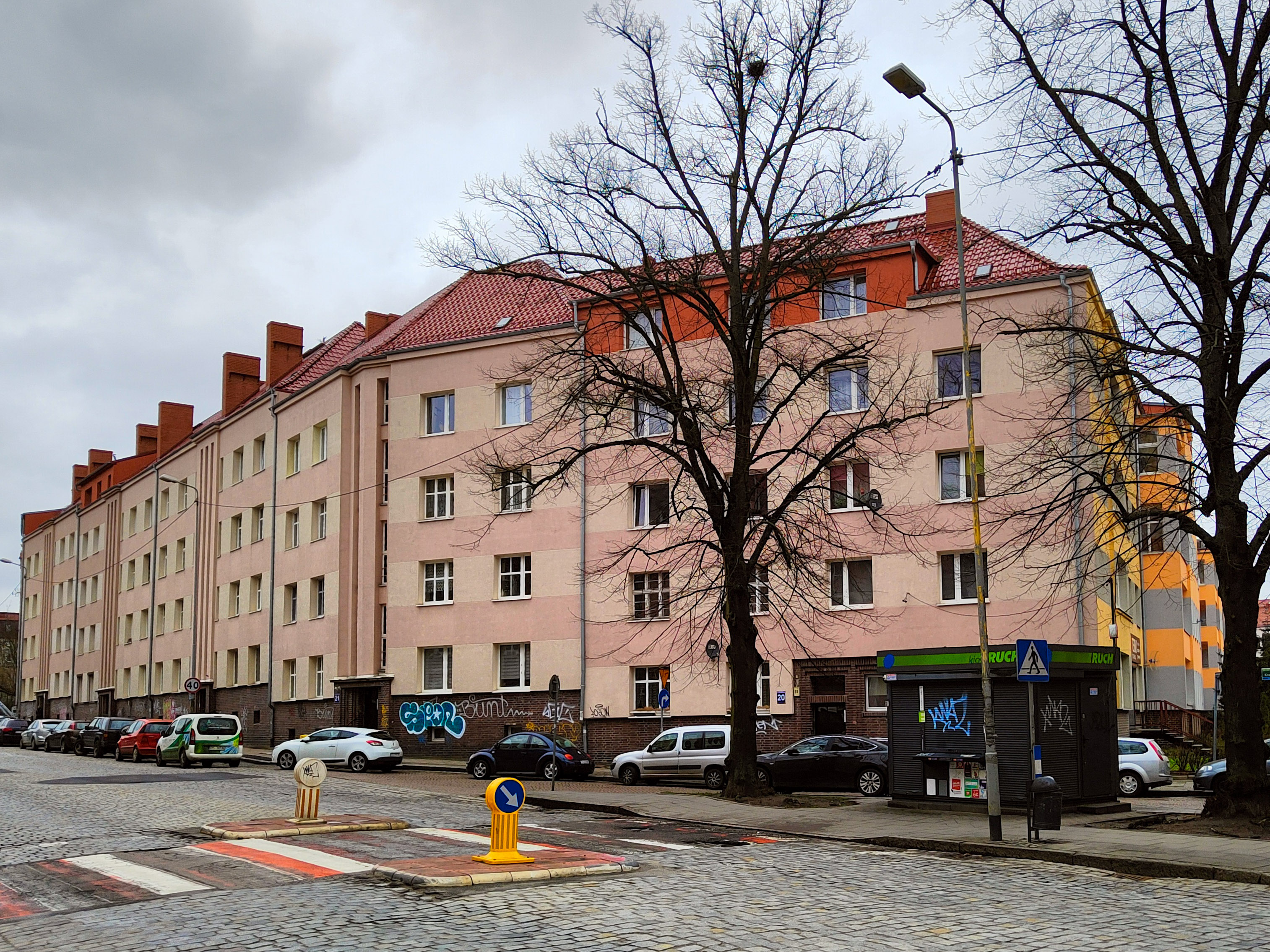
Krasińskiego 20-25
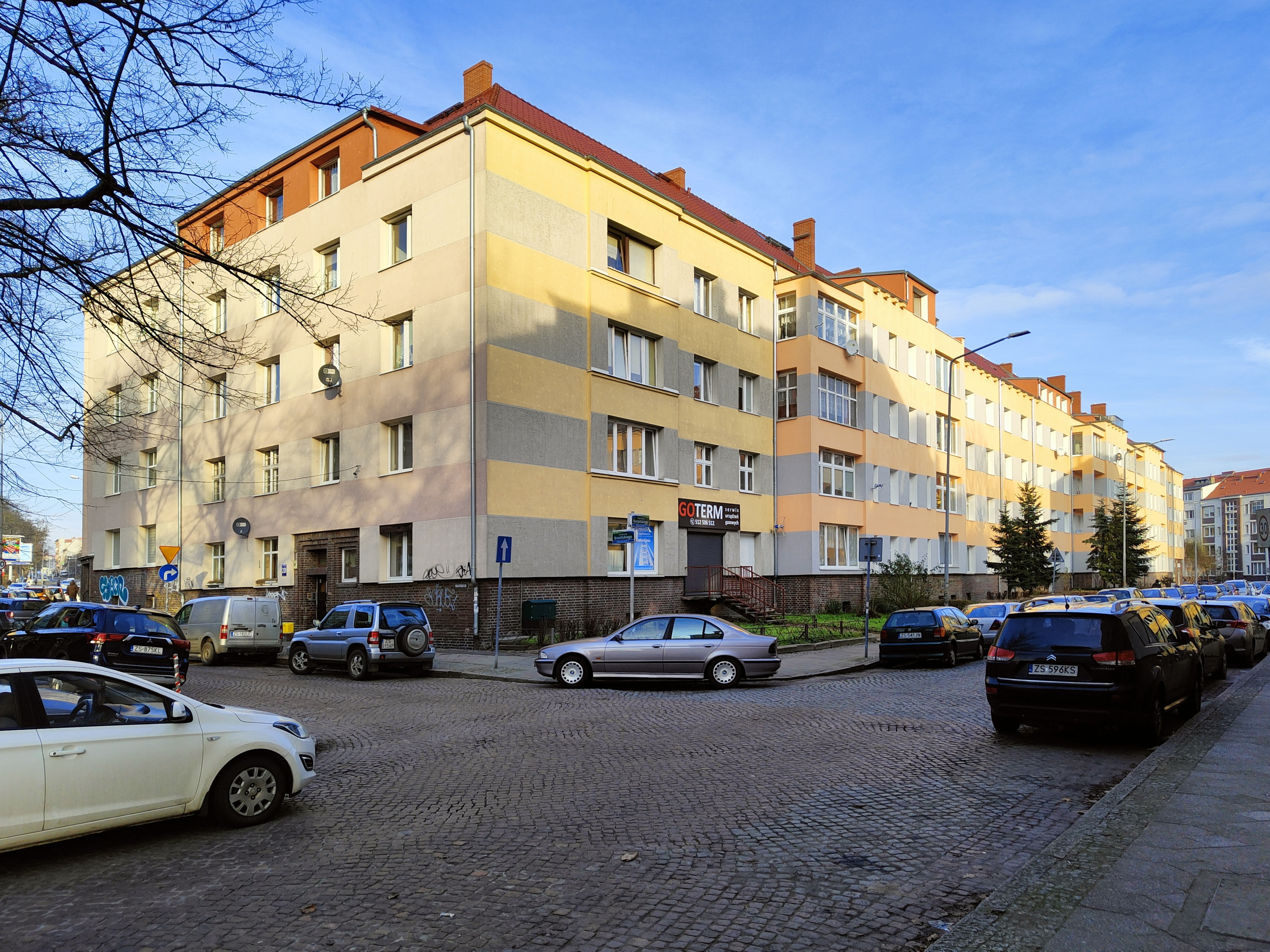
Orzeszkowej 4-9 (widok od Karpińskiego)

Kwartał VIII
Granice: ul. Reja, Orzeszkowej, Rodziewiczówny, Ejsmonda, Naruszewicza i Kołłątaja. Największy zespół bloków na całym osiedlu. Od strony ulicy Reja zabudowa równoległa do ulicy z charakterystycznym, cofniętym segmentem bloku z przejazdem bramnym ulicy Rodziewiczówny. Wzdłuż ulicy Rodziewiczówny blok równoległy do ulicy, cechujący się przestrzeniami międzyokiennymi ozdobionymi ryflowanym tynkiem i ryzalitami wykończonymi klinkierem. Od strony ulicy Orzeszkowej krótki, 3-klatkowy blok wolnostojący o klinkierowych ryzalitach klatek schodowych.

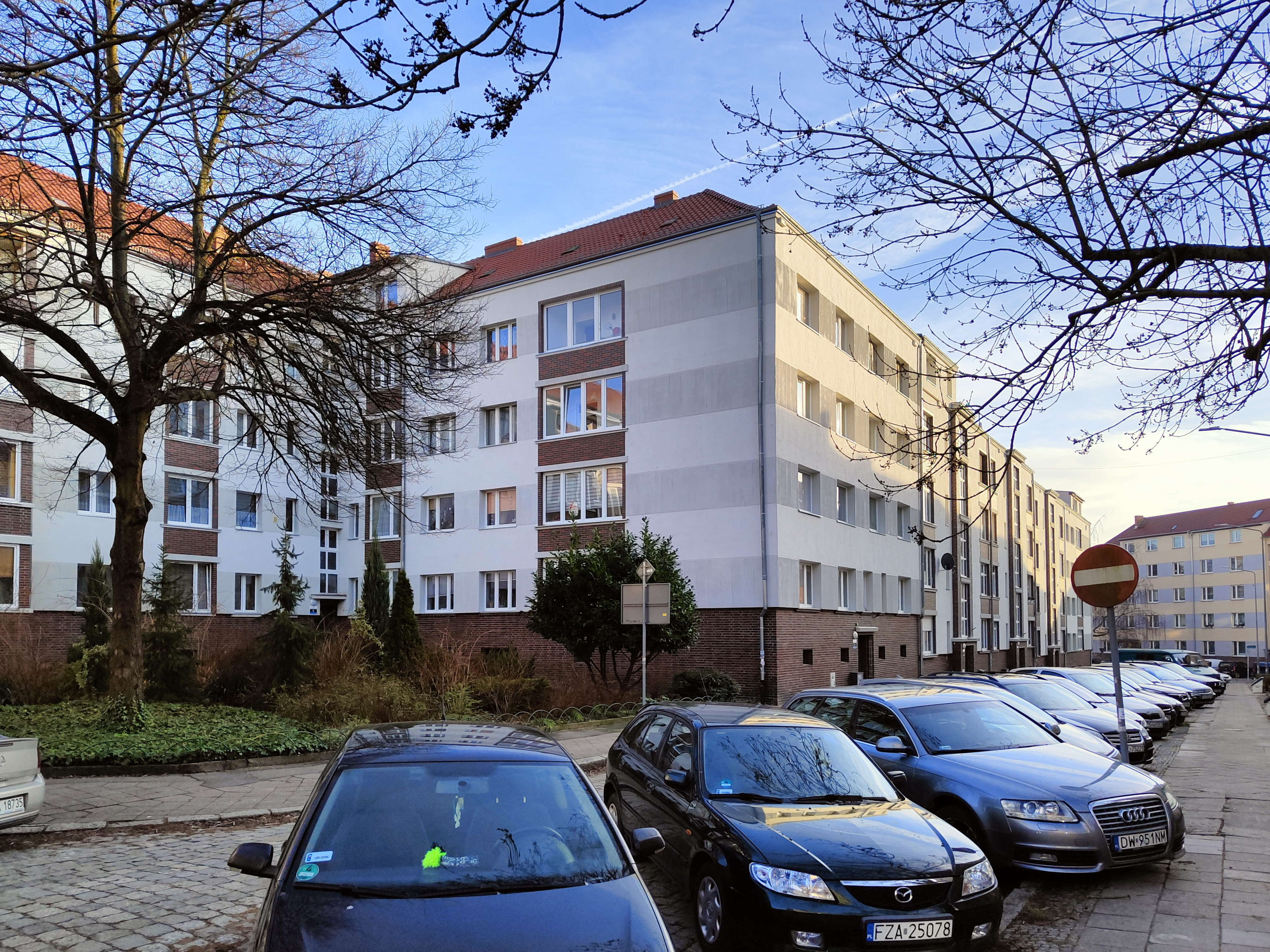
Reja 1-4
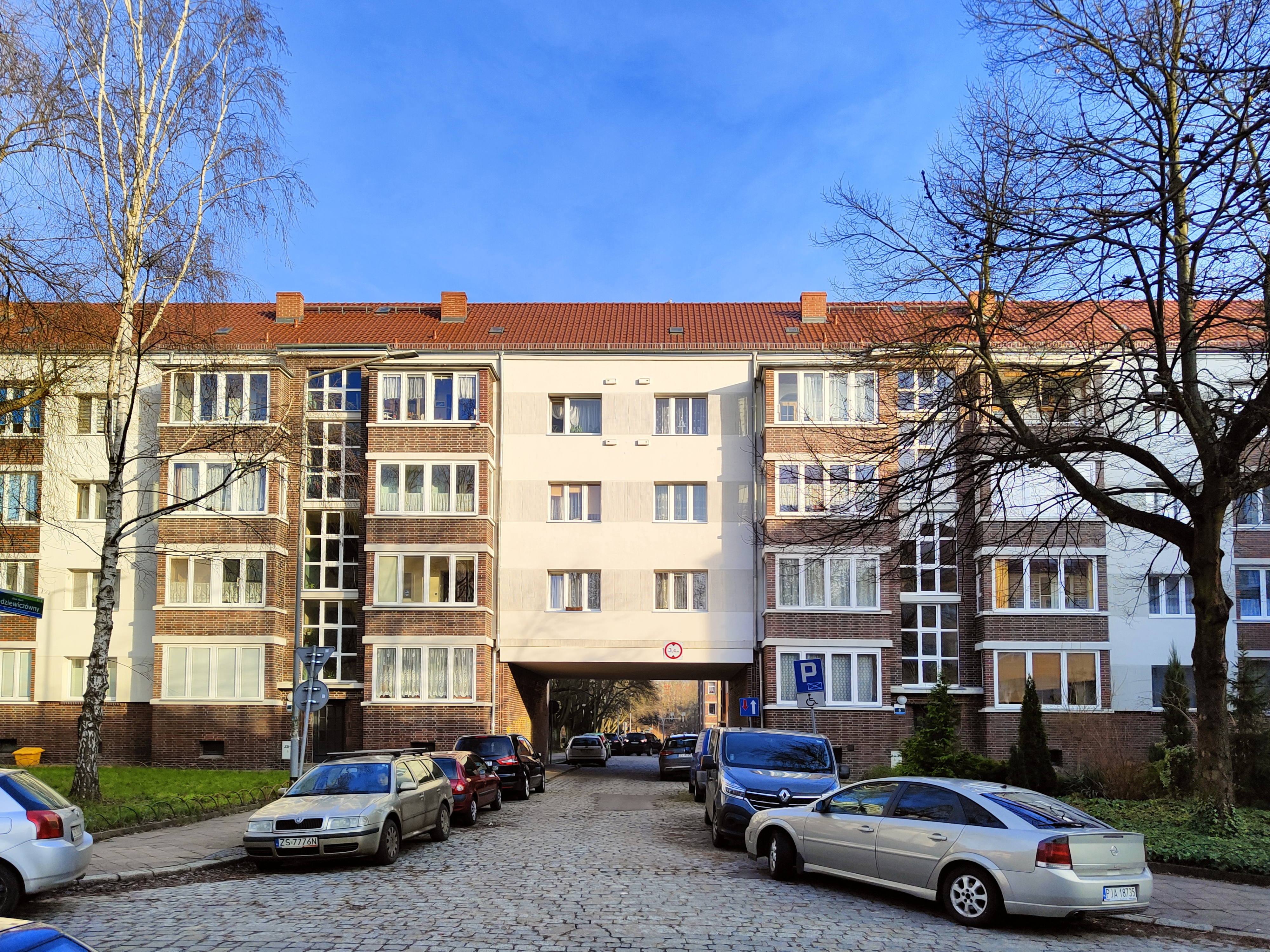
Reja 5-8
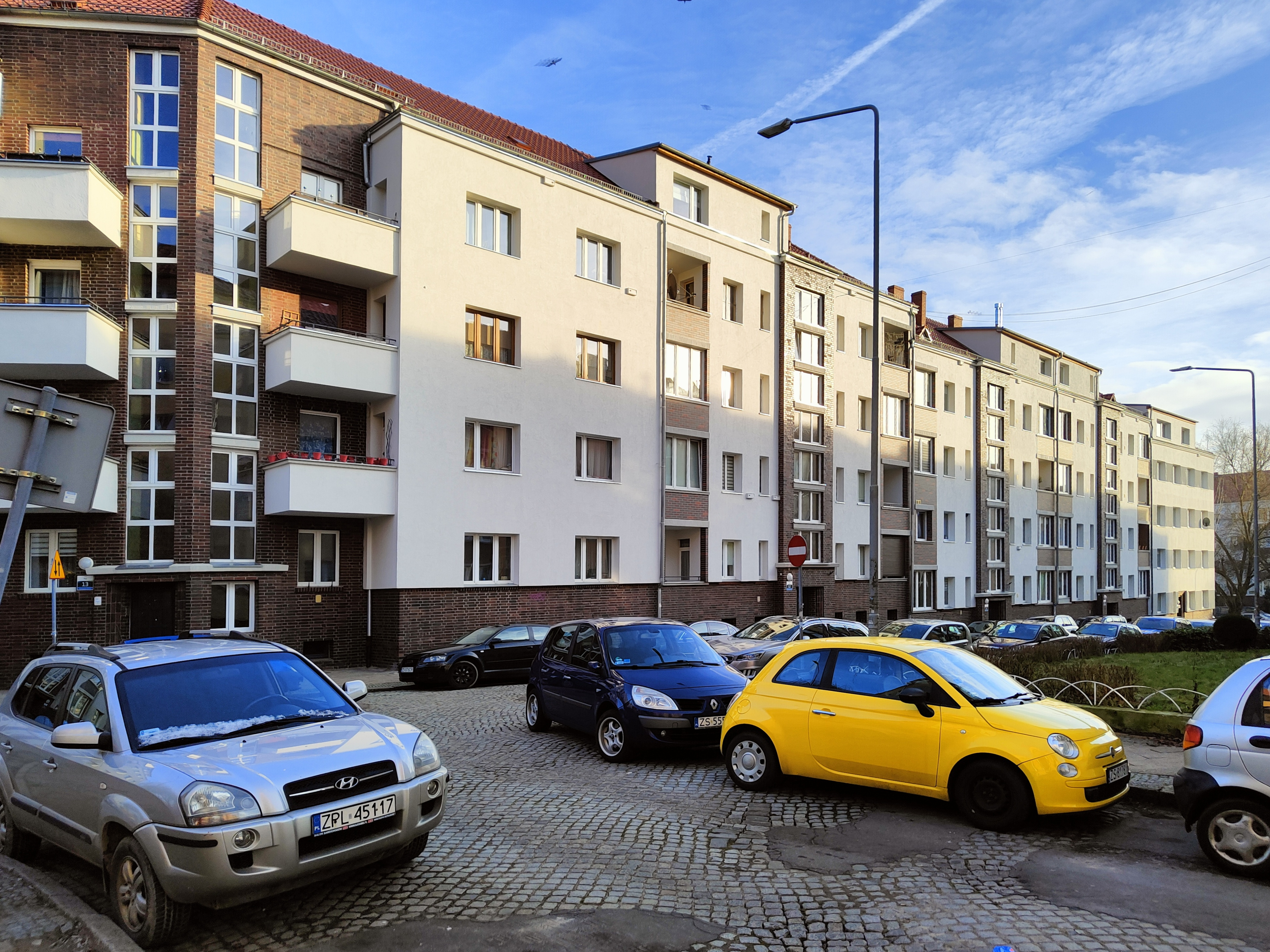
Reja 9-13
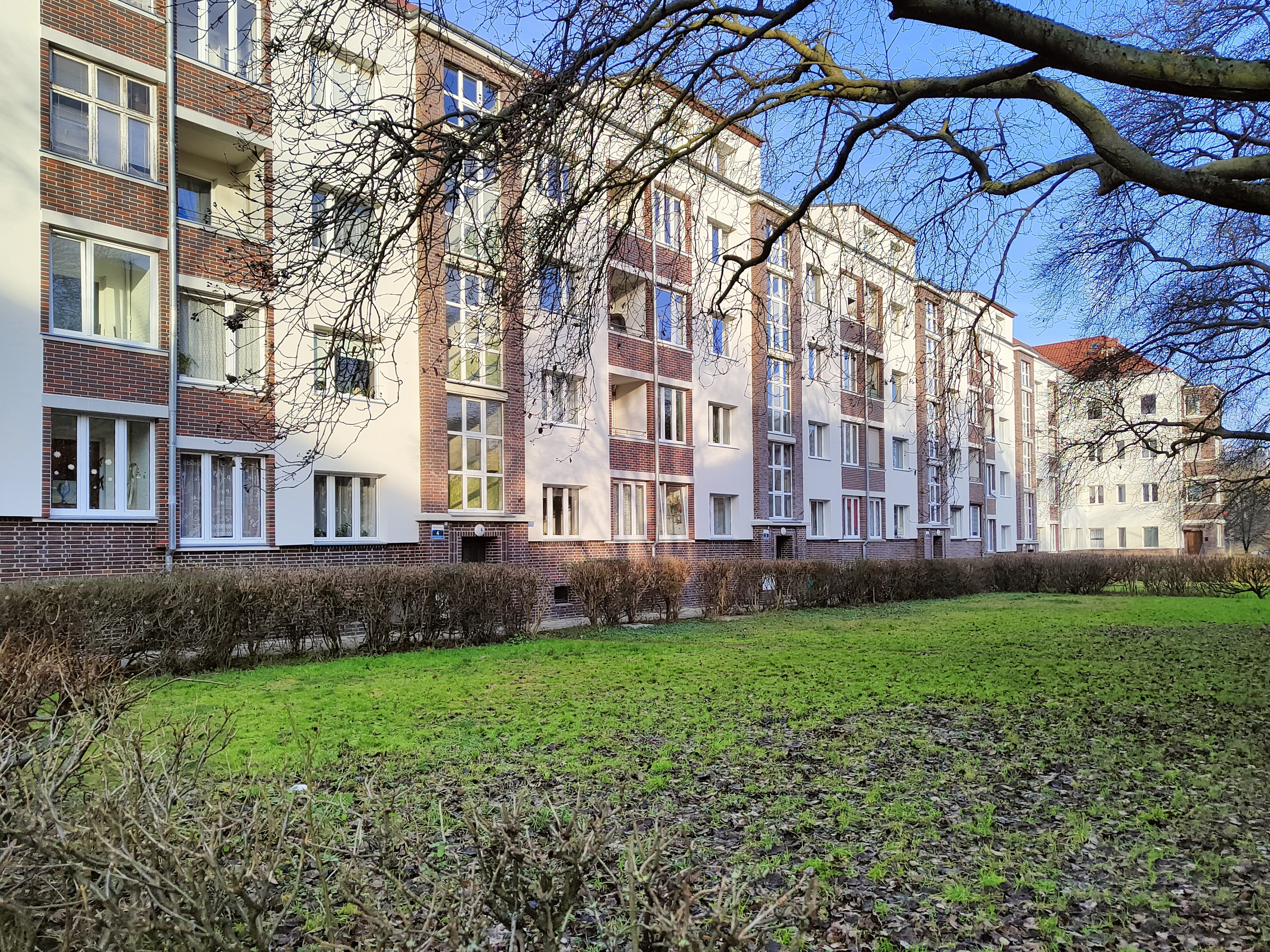
Rodziewiczówny 1-6
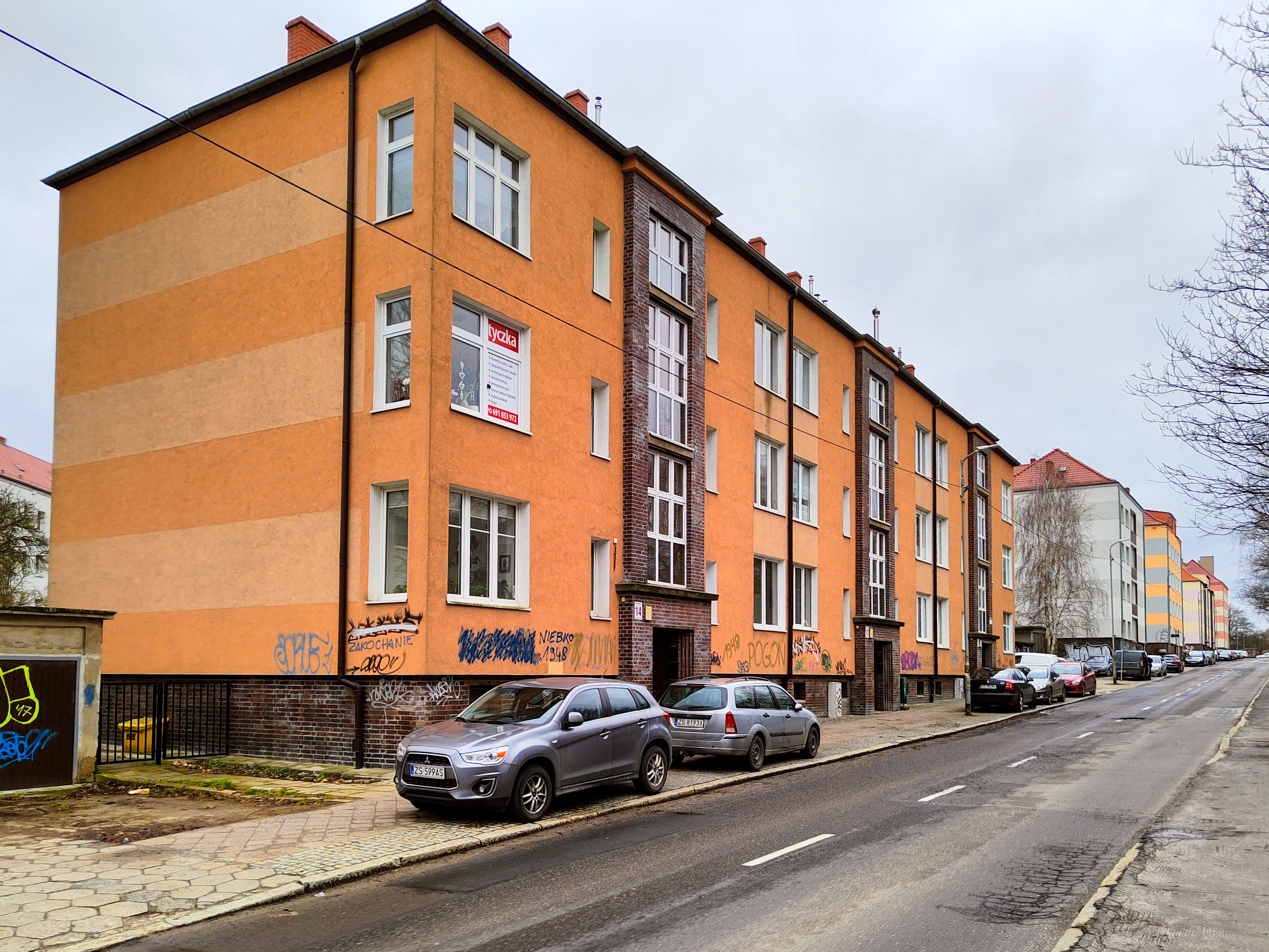
Orzeszkowej 12-14

Kwartał IX
Granice: ul. Rodziewiczówny, Ejsmonda, Naruszewicza, Kołłątaja. Kwartał tworzą bloki o fasadach równoległych do ulic. Od strony ulicy Rodziewiczówny kwartał otwiera się na dziedziniec. Bloki w tym kwartale wyróżniają się klinkierowymi ryzalitami klatek schodowych i klinkierową dekoracją niektórych przestrzeni między oknami poszczególnych pięter.

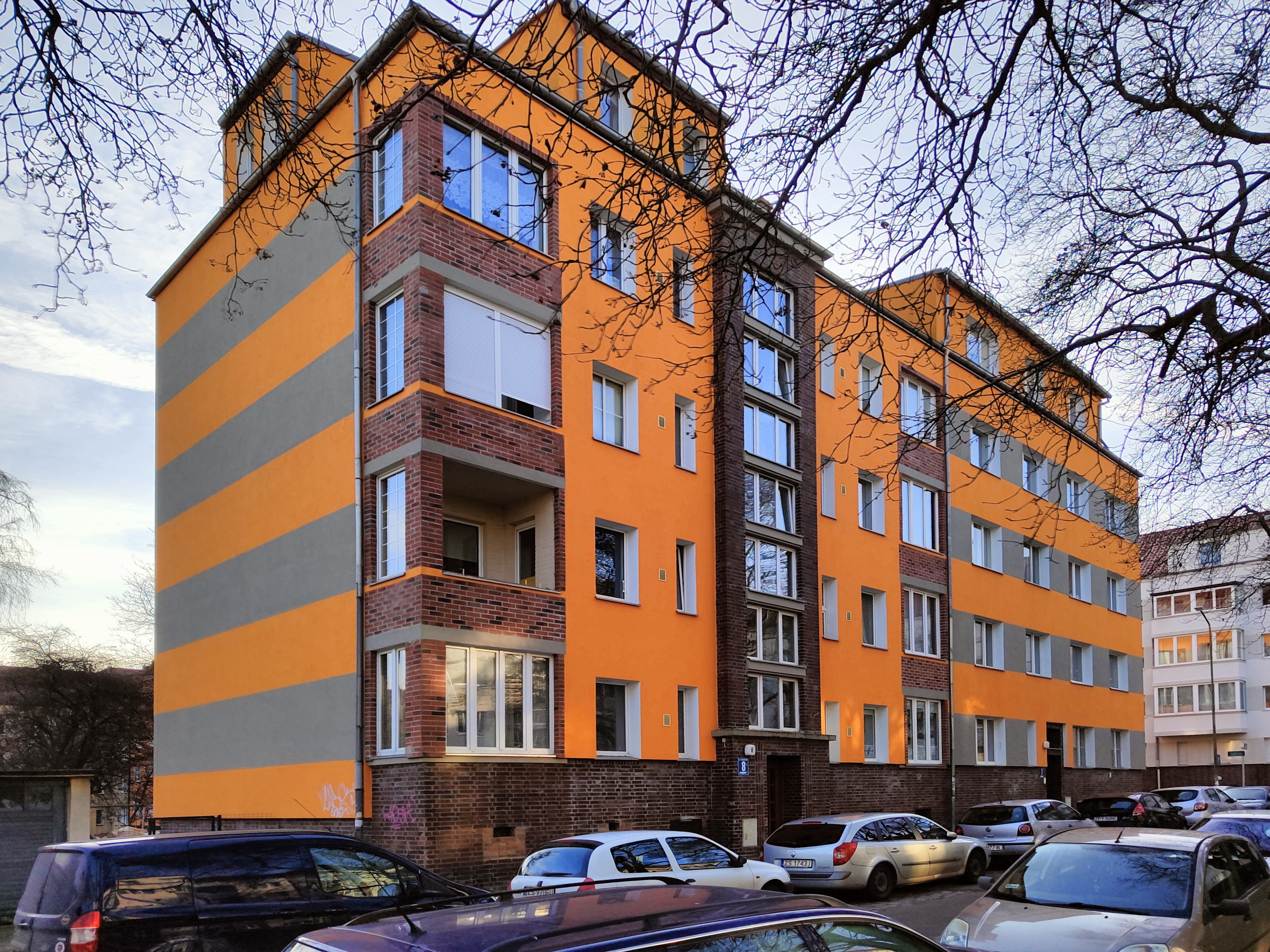
Rodziewiczówny 7-8
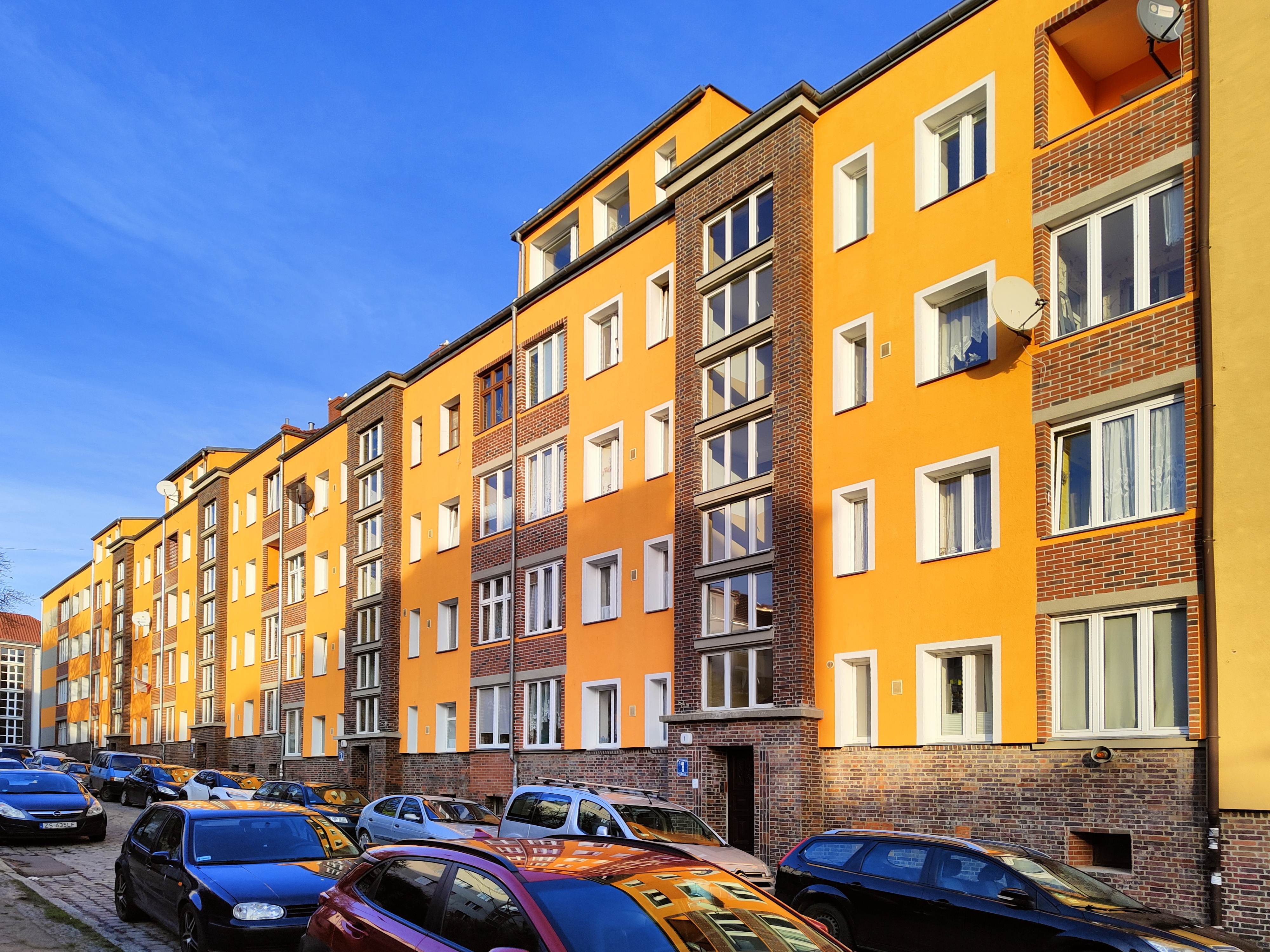
Ejsmonda 1-4
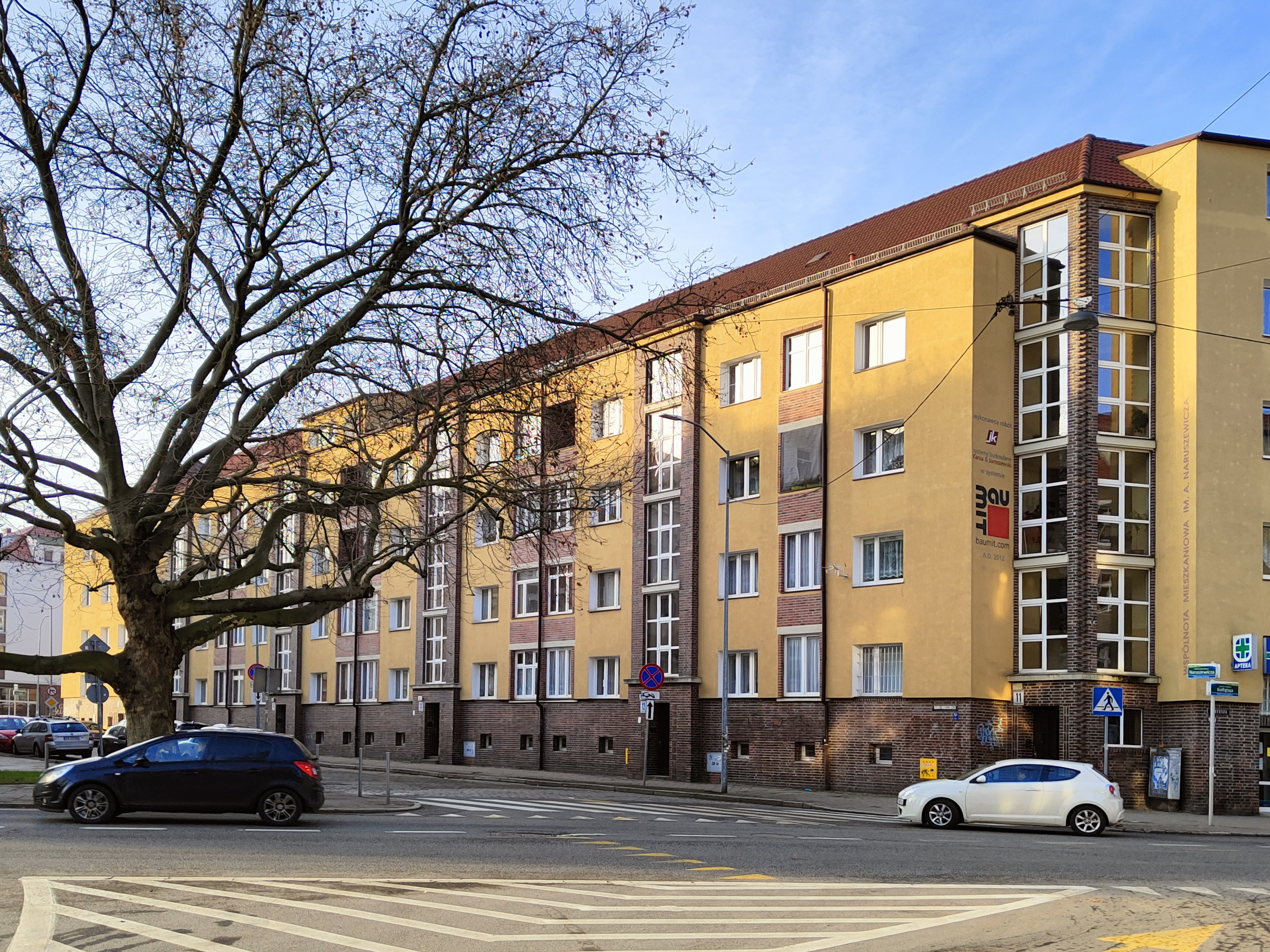
Naruszewicza 11-15a
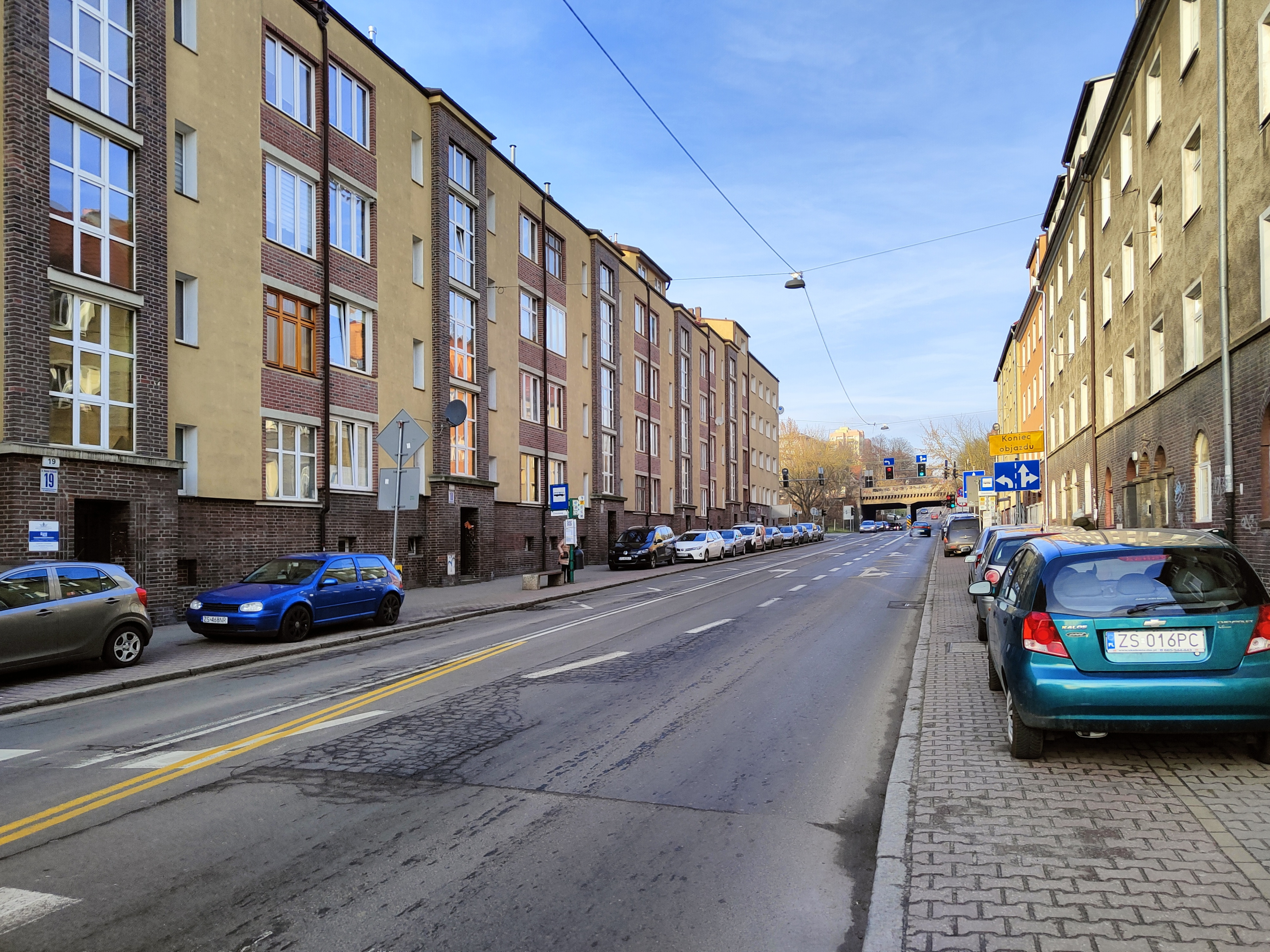
Kołłątaja 15-19

Kwartał X
Powstał jako ostatni w latach 1935–1936; granice: Długosza, Naruszewicza, Kołłątaja i Niemcewicza. Modernistyczne bloki od ulic Długosza i Naruszewicza mają tu charakter obiektów dopełniających starszą zabudowę kamieniczną. Od strony ulicy Długosza 3-klatkowy blok z fasadą ozdobioną między oknami ryflowanym tynkiem. Od strony ulicy Naruszewicza trzy podobne do siebie, czteroosiowe bloki o prostych elewacjach.

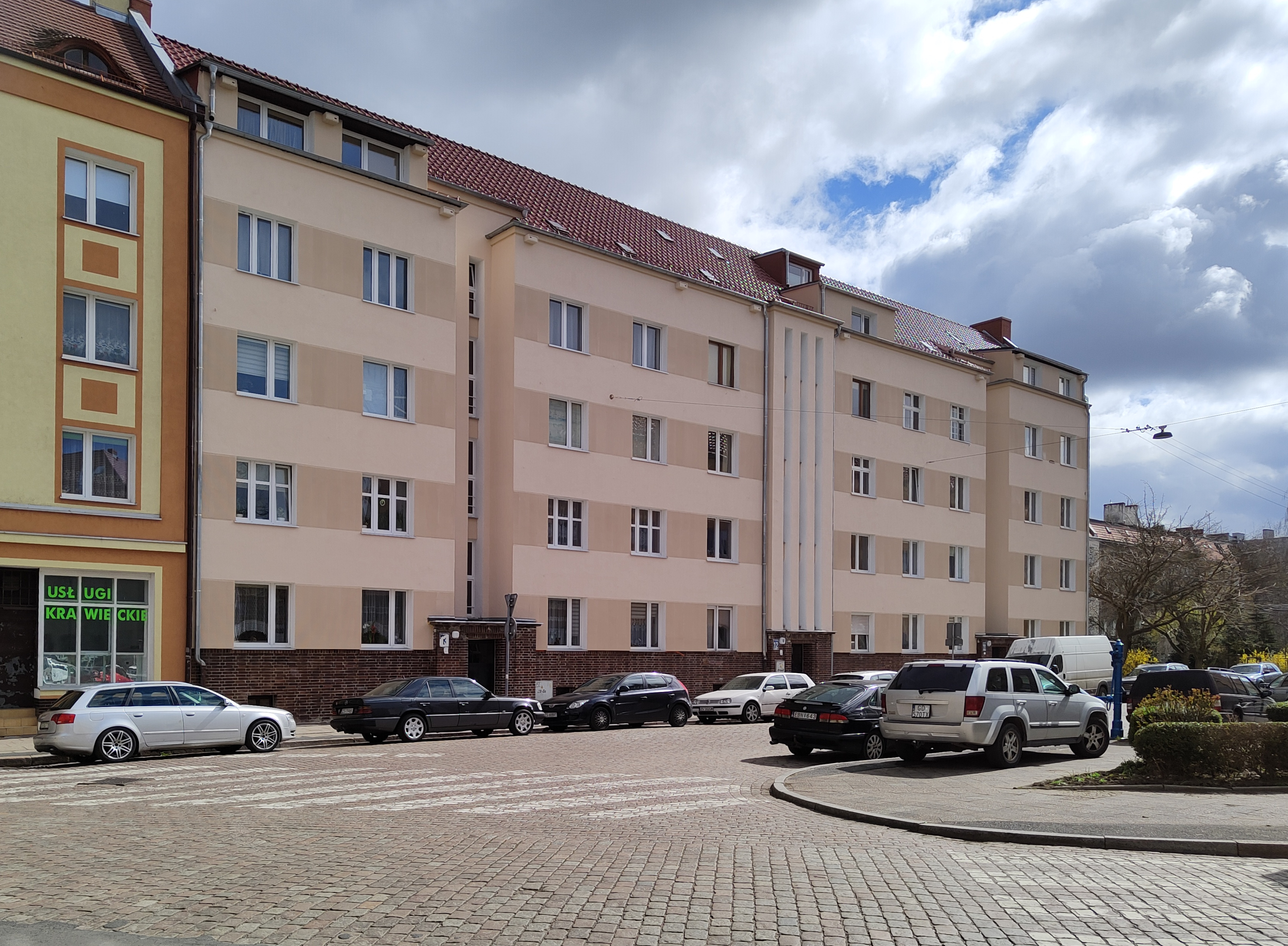
Długosza 11-13
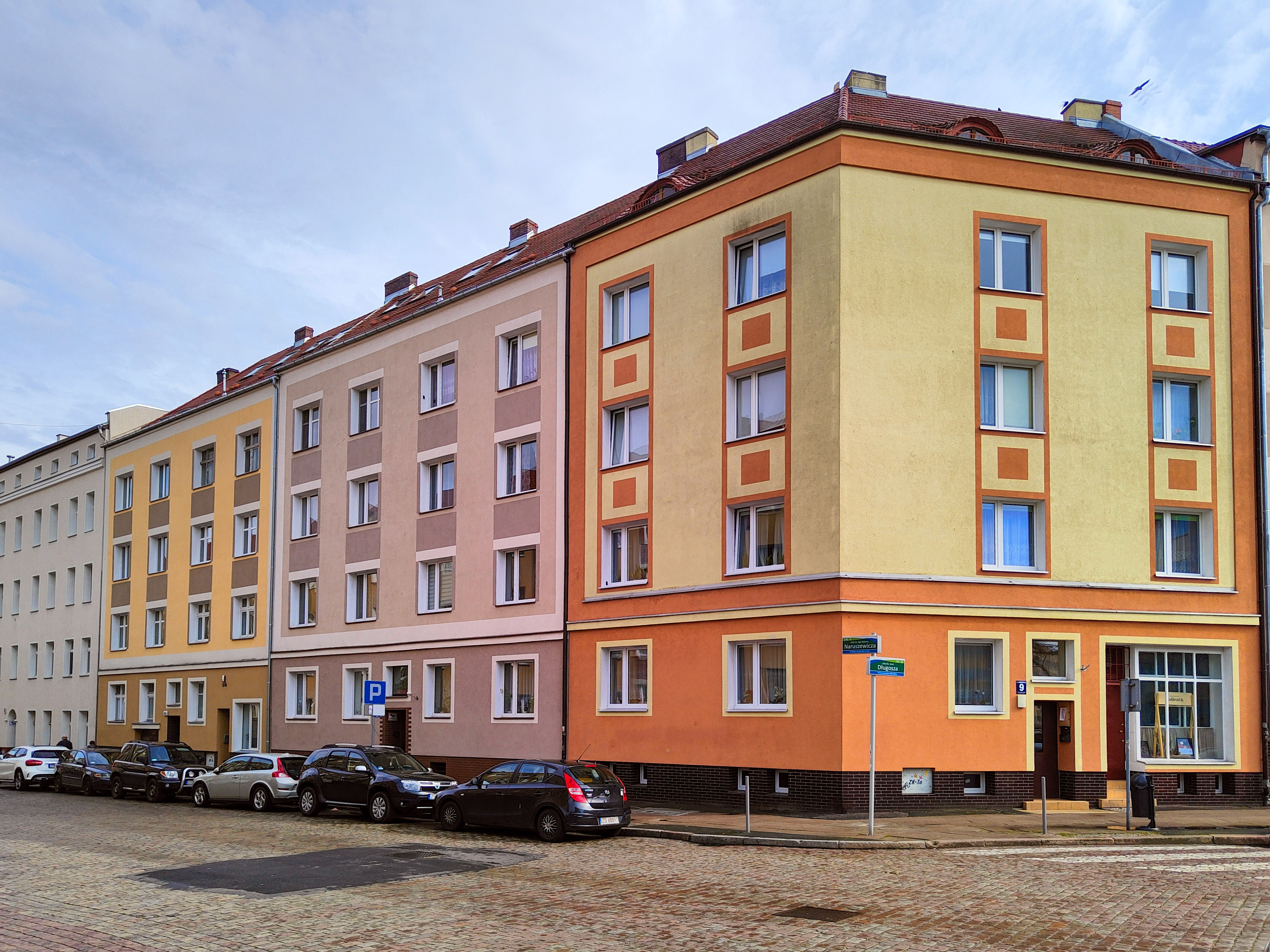
Naruszewicza 9, 10a i 10b
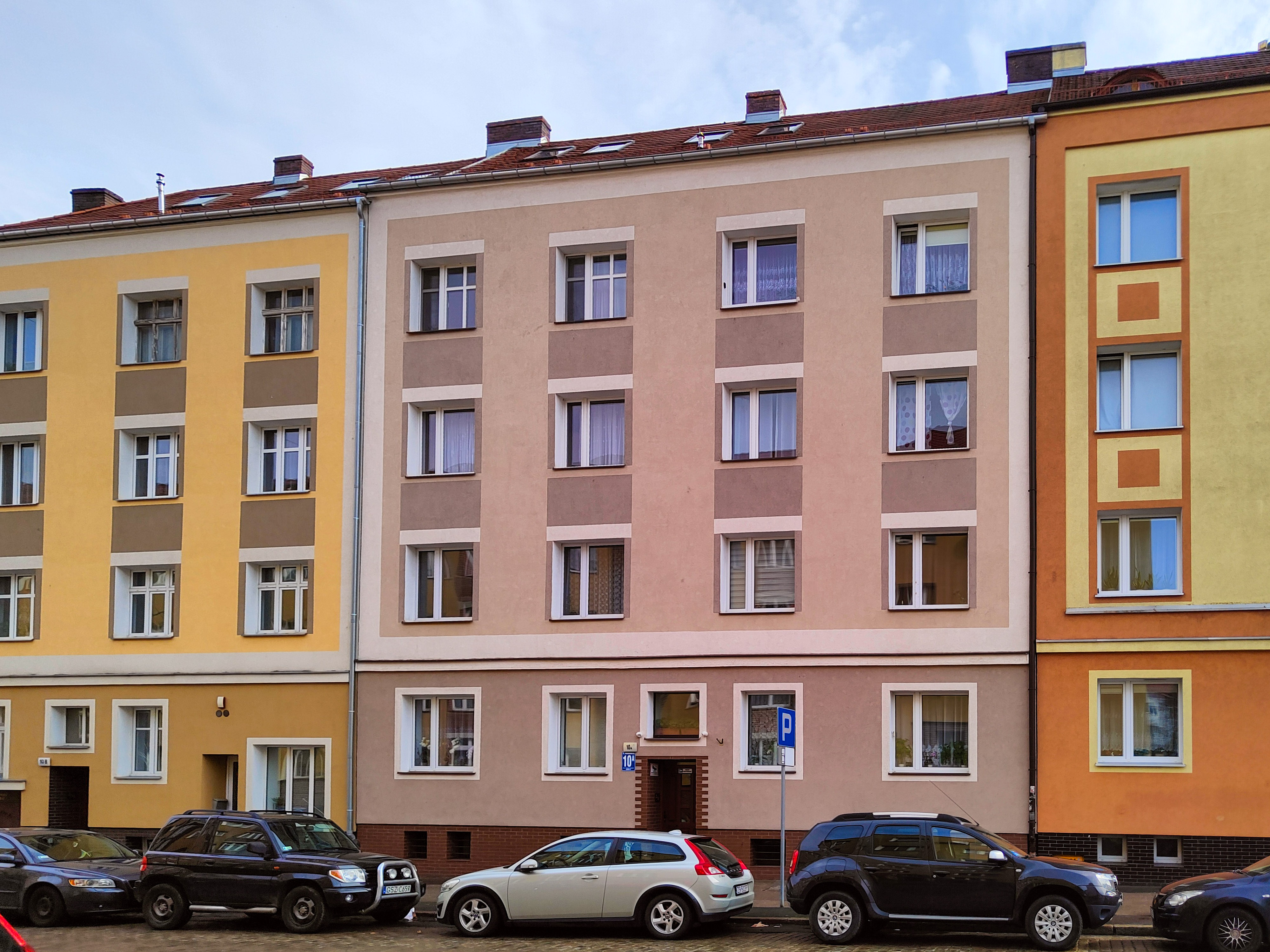
Naruszewicza 10a
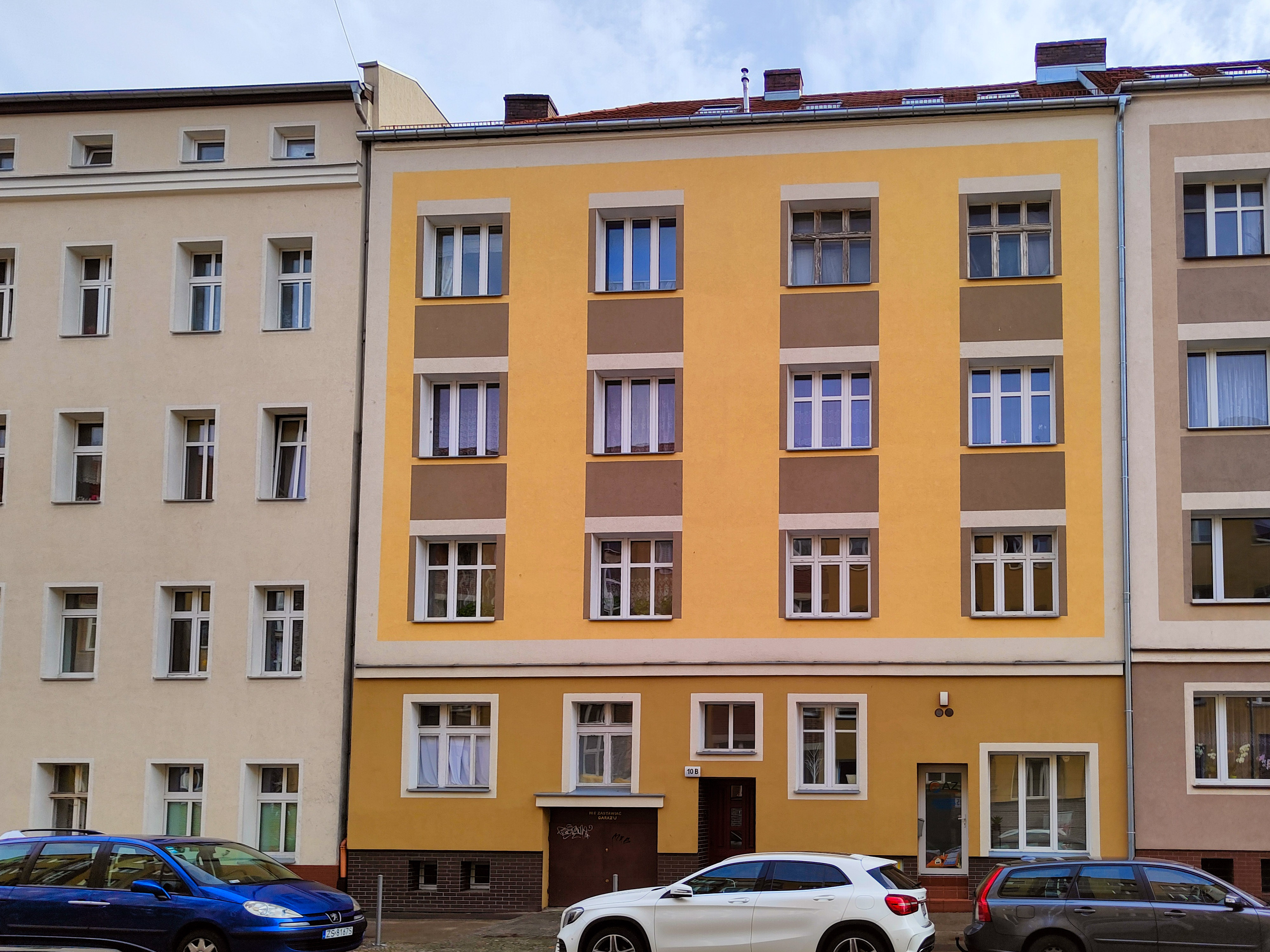
Naruszewicza 10b